# Paris-Nice 2015
La 73e édition de Paris-Nice a eu lieu du 8 au 15 mars 2015. C'est la deuxième épreuve de l'UCI World Tour 2015.
L'épreuve a été remportée par l'Australien Richie Porte (Sky), vainqueur de la quatrième étape et du contre-la-montre final, qui s'impose devant le Polonais Michał Kwiatkowski (Etixx-Quick Step), lauréat du prologue, et le Slovène Simon Špilak (Katusha), tous les deux pour trente secondes mais départagés aux dixièmes de secondes.
Grâce notamment à sa victoire lors de la troisième étape, l'Australien Michael Matthews (Orica-GreenEDGE) remporte le classement par points tandis que le Belge Thomas De Gendt (Lotto-Soudal) gagne celui de la montagne et que Kwiatkowski finit meilleur jeune. Enfin, la formation britannique Sky, qui place un autre coureur dans les dix premiers du classement final, s'adjuge le classement par équipes.

## Présentation

### Parcours
Comme c'est le cas depuis 2010, la course au soleil démarre dans les Yvelines, cette fois-ci par un prologue de 6,7 km à Maurepas. Les trois étapes suivantes s'annoncent favorables aux sprinteurs et propices aux bordures. La quatrième étape fait figure d'étape-reine avec une arrivée au col de la Croix de Chaubouret (10 km à 6,7 % de moyenne), première ascension de 1re catégorie de l'épreuve. Après une étape longue de 192,5 km assez vallonnée ponctuée d'un final en bosse, les coureurs arrivent à Nice via une étape comprenant trois ascensions de 2e catégorie et trois de 1re catégorie. La course se conclut par un contre-la-montre sur les pentes du col d'Èze,,.

Parcours des étapes
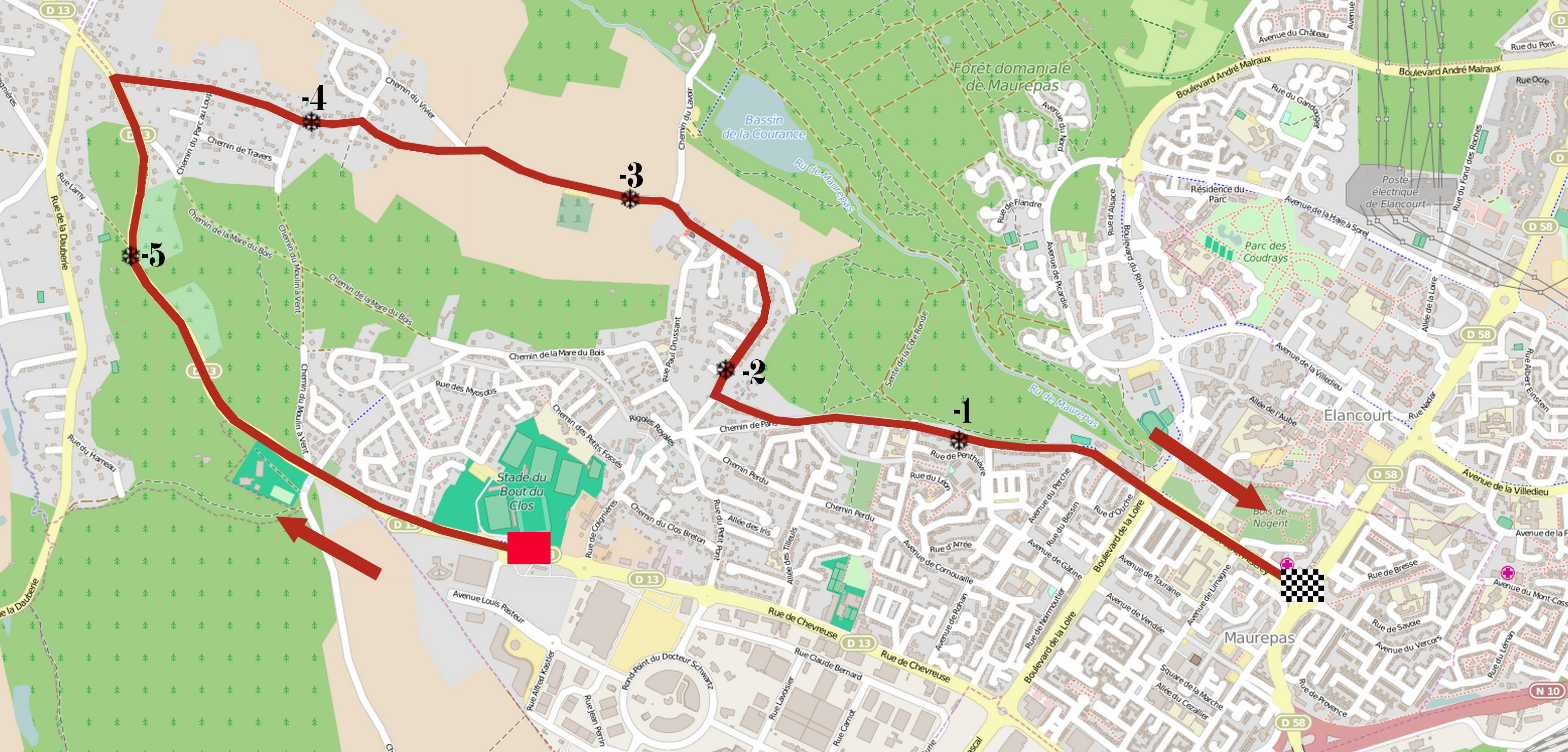
Prologue.
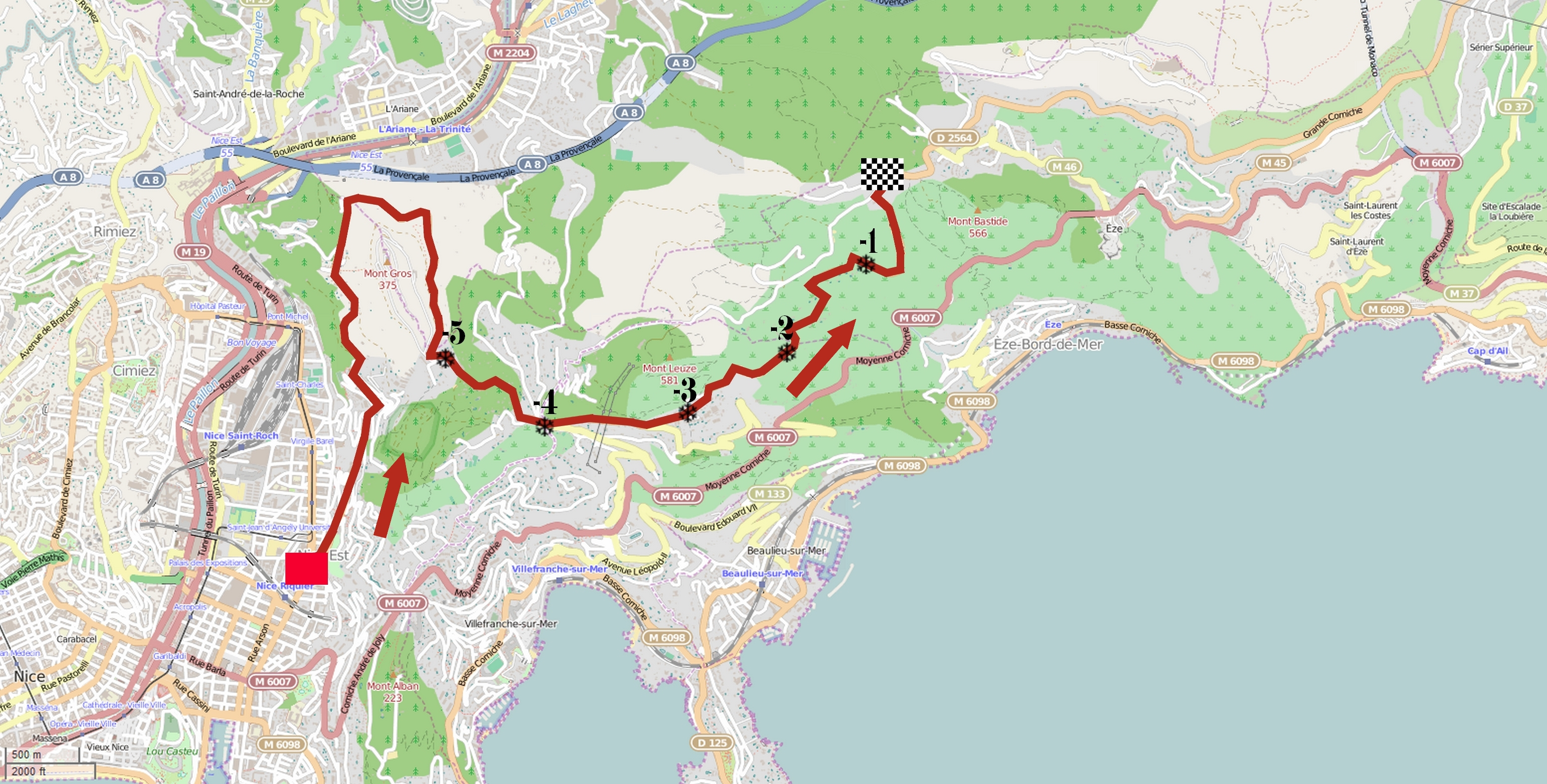
7e étape.

### Équipes
En tant qu'épreuve World Tour, les dix-sept WorldTeams participent à la course. L'organisateur Amaury Sport Organisation a communiqué la liste des trois équipes invitées le 14 janvier 2015. Il s'agit des trois équipes continentales professionnelles françaises, à savoir Bretagne-Séché Environnement, Cofidis et Europcar.
Vingt équipes participent à ce Paris-Nice - dix-sept WorldTeams et trois équipes continentales professionnelles :
| UCI WorldTeams      | UCI WorldTeams | UCI WorldTeams |
| Nom de l'équipe     | Pays           | Code           |
| ------------------- | -------------- | -------------- |
| AG2R La Mondiale    | France         | ALM            |
| Astana              | Kazakhstan     | AST            |
| BMC Racing          | États-Unis     | BMC            |
| Cannondale-Garmin   | États-Unis     | TCG            |
| Etixx-Quick Step    | Belgique       | EQS            |
| FDJ                 | France         | FDJ            |
| Giant-Alpecin       | Allemagne      | TGA            |
| IAM                 | Suisse         | IAM            |
| Katusha             | Russie         | KAT            |
| Lampre-Merida       | Italie         | LAM            |
| Lotto NL-Jumbo      | Pays-Bas       | TLJ            |
| Lotto-Soudal        | Belgique       | LTS            |
| Movistar            | Espagne        | MOV            |
| Orica-GreenEDGE     | Australie      | OGE            |
| Sky                 | Royaume-Uni    | SKY            |
| Tinkoff-Saxo        | Russie         | TCS            |
| Trek Factory Racing | États-Unis     | TFR            |

| Équipes continentales professionnelles | Équipes continentales professionnelles | Équipes continentales professionnelles |
| Nom de l'équipe                        | Pays                                   | Code                                   |
| -------------------------------------- | -------------------------------------- | -------------------------------------- |
| Bretagne-Séché Environnement           | France                                 | BSE                                    |
| Cofidis                                | France                                 | COF                                    |
| Europcar                               | France                                 | EUC                                    |

### Favoris
Le tenant du titre, le Colombien Carlos Betancur (AG2R La Mondiale), est absent de l'épreuve. Mais son équipe sera tout de même candidate à la victoire finale, avec les Français Jean-Christophe Péraud, troisième en 2013, et Romain Bardet, le duo ayant très bien fonctionné lors du Tour de France 2014. Le dauphin de Betancur, le Portugais Rui Costa (Lampre-Merida) sera lui présent, tout comme son coéquipier l'Espagnol Rafael Valls, vainqueur en février du Tour d'Oman, sur lequel il a reçu le soutien efficace de Costa. Plusieurs coureurs complets seront de redoutables concurrents pour la victoire finale : l'Américain Tejay van Garderen (BMC Racing), dans le top 5 de l'épreuve en 2012 et 2013 et deuxième du Tour d'Oman, le Polonais, champion du monde sur route, Michał Kwiatkowski (Etixx-Quick Step), le Néerlandais Wilco Kelderman (Lotto NL-Jumbo), quatrième du dernier Critérium du Dauphiné et qui a montré sa bonne forme sur le Tour d'Andalousie, ainsi que le trio de la formation Sky composé de l'Australien Richie Porte, vainqueur en 2013, et des deux Britanniques Bradley Wiggins, lauréat la saison précédente et champion du monde du contre-la-montre, et Geraint Thomas, récent vainqueur du Tour d'Algarve. l'Américain Andrew Talansky (Cannondale-Garmin) a terminé deuxième de la course au soleil en 2013 et vainqueur du Critérium du Dauphiné en 2014, mais est dans une forme incertaine, Paris-Nice étant sa course de reprise.
Certains grimpeurs viseront aussi le classement général. Ce sera le cas notamment de l'Italien Fabio Aru (Astana), à la tête d'une équipe qui sera composée aussi de l'Espagnol Luis León Sánchez, qui s'est imposé en 2009 et a terminé deuxième en 2010, et le Danois Jakob Fuglsang, du Polonais Rafał Majka (Tinkoff-Saxo) et du Français Warren Barguil (Giant-Alpecin).
On peut également citer du côté des outsiders le Britannique Simon Yates (Orica-GreenEDGE), le Luxembourgeois Bob Jungels (Trek Factory Racing), l'Argentin Eduardo Sepúlveda (Bretagne-Séché Environnement) et le Suisse Mathias Frank (IAM),,.
Plusieurs sprinteurs de renommée feront également le déplacement. Ainsi, on retrouvera entre autres les Français Arnaud Démare (FDJ), Nacer Bouhanni (Cofidis) et Bryan Coquard (Europcar), récent champion du monde de l'Américaine, l'Espagnol José Joaquín Rojas (Movistar), vainqueur sur le Tour d'Oman, les Allemands John Degenkolb (Giant-Alpecin), maillot vert en 2014 sur Paris-Nice et le Tour d'Espagne, et André Greipel (Lotto-Soudal), les Australiens Michael Matthews (Orica-GreenEDGE) et Heinrich Haussler (IAM), le Néerlandais Moreno Hofland (Lotto NL-Jumbo), lauréat d'une étape en 2014, le Belge Tom Boonen (Etixx-Quick Step), le Norvégien Alexander Kristoff (Katusha), qui a déjà levé les bras à quatre reprises en 2015, l'Italien Giacomo Nizzolo (Trek Factory Racing) et le Biélorusse Yauheni Hutarovich (Bretagne-Séché Environnement),.
Le plateau est complété par des spécialistes du contre-la-montre. Les deux dauphins de Wiggins aux derniers mondiaux de la spécialité, l'Allemand Tony Martin (Etixx-Quick Step) et le Néerlandais Tom Dumoulin (Giant-Alpecin) seront présents, mais aussi le compatriote de ce dernier à savoir Lars Boom (Astana), l'Australien, recordman de l'heure, Rohan Dennis (BMC Racing) et le champion de France de la spécialité Sylvain Chavanel (IAM).
Enfin, parmi les puncheurs et coureurs de classiques, les Français Arthur Vichot (FDJ), troisième du classement général en 2014, Tony Gallopin (Lotto-Soudal), Thomas Voeckler (Europcar), Jonathan Hivert (Bretagne-Séché Environnement) et Julian Alaphilippe (Etixx-Quick Step), les Belges Philippe Gilbert (BMC Racing), et Stijn Vandenbergh (Etixx-Quick Step), l'Autrichien Bernhard Eisel (Sky), le Suisse Michael Albasini (Orica-GreenEDGE) et le Néerlandais Tom-Jelte Slagter (Cannondale-Garmin), double vainqueur d'étape en 2014, notamment feront partie des participants.

### Primes
Les vingt prix sont attribués suivant le barème de l'UCI.
| Position                     | Position                    | 1er   | 2e    | 3e    | 4e    | 5e    | 6e    | 7e    | 8e    | 9e    | 10e-20e | Total   | Total   |
| Classement général           | Classement général          | 16000 | 8000  | 4000  | 2000  | 1600  | 1200  | 1200  | 800   | 800   | 400     | 40 000  | 40 000  |
| Par étape                    | Par étape                   | 4000  | 2000  | 1000  | 500   | 400   | 300   | 300   | 200   | 200   | 100     | 10 000  | 10 000  |
| Classement par points        | Sprints intermédiaires (12) | 100   | 75    | 25    |       |       |       |       |       |       |         | 2400    | 6600    |
| Classement par points        | Classement final            | 2000  | 1000  | 800   | 400   |       |       |       |       |       |         | 4200    | 6600    |
| Classement de la montagne    | Cols et côtes (24)          | 100   | 75    | 25    |       |       |       |       |       |       |         | 4800    | 9000    |
| Classement de la montagne    | Classement final            | 2000  | 1000  | 800   | 400   |       |       |       |       |       |         | 4200    | 9000    |
| Classement du meilleur jeune | Etapes                      | 150   |       |       |       |       |       |       |       |       |         | 1200    | 2000    |
| Classement du meilleur jeune | Classement final            | 800   |       |       |       |       |       |       |       |       |         | 800     | 2000    |
| Total                        | Total                       | Total | Total | Total | Total | Total | Total | Total | Total | Total | Total   | 137 600 | 137 600 |

## Étapes
| Étape     | Date    | Villes étapes                                       |                             | Distance (km) | Vainqueur d’étape  | Leader du classement général |
| --------- | ------- | --------------------------------------------------- | --------------------------- | ------------- | ------------------ | ---------------------------- |
| Prologue  | 8 mars  | Maurepas - Maurepas                                 | Prologue                    | 6,7           | Michał Kwiatkowski | Michał Kwiatkowski           |
| 1re étape | 9 mars  | Saint-Rémy-lès-Chevreuse - Contres                  | Étape de plaine             | 196,5         | Alexander Kristoff | Michał Kwiatkowski           |
| 2e étape  | 10 mars | Saint-Aignan - Saint-Amand-Montrond                 | Étape de plaine             | 172           | André Greipel      | Michał Kwiatkowski           |
| 3e étape  | 11 mars | Saint-Amand-Montrond - Saint-Pourçain-sur-Sioule    | Étape de plaine             | 179           | Michael Matthews   | Michael Matthews             |
| 4e étape  | 12 mars | Varennes-sur-Allier - Col de la Croix de Chaubouret | Étape de montagne           | 204           | Richie Porte       | Michał Kwiatkowski           |
| 5e étape  | 13 mars | Saint-Étienne - Rasteau                             | Étape vallonnée             | 192,5         | Davide Cimolai     | Michał Kwiatkowski           |
| 6e étape  | 14 mars | Vence - Nice                                        | Étape de moyenne montagne   | 184,5         | Tony Gallopin      | Tony Gallopin                |
| 7e étape  | 15 mars | Nice - Col d'Èze                                    | Contre-la-montre individuel | 9,5           | Richie Porte       | Richie Porte                 |

## Déroulement de la course

### Prologue

Cérémonie protocolaire
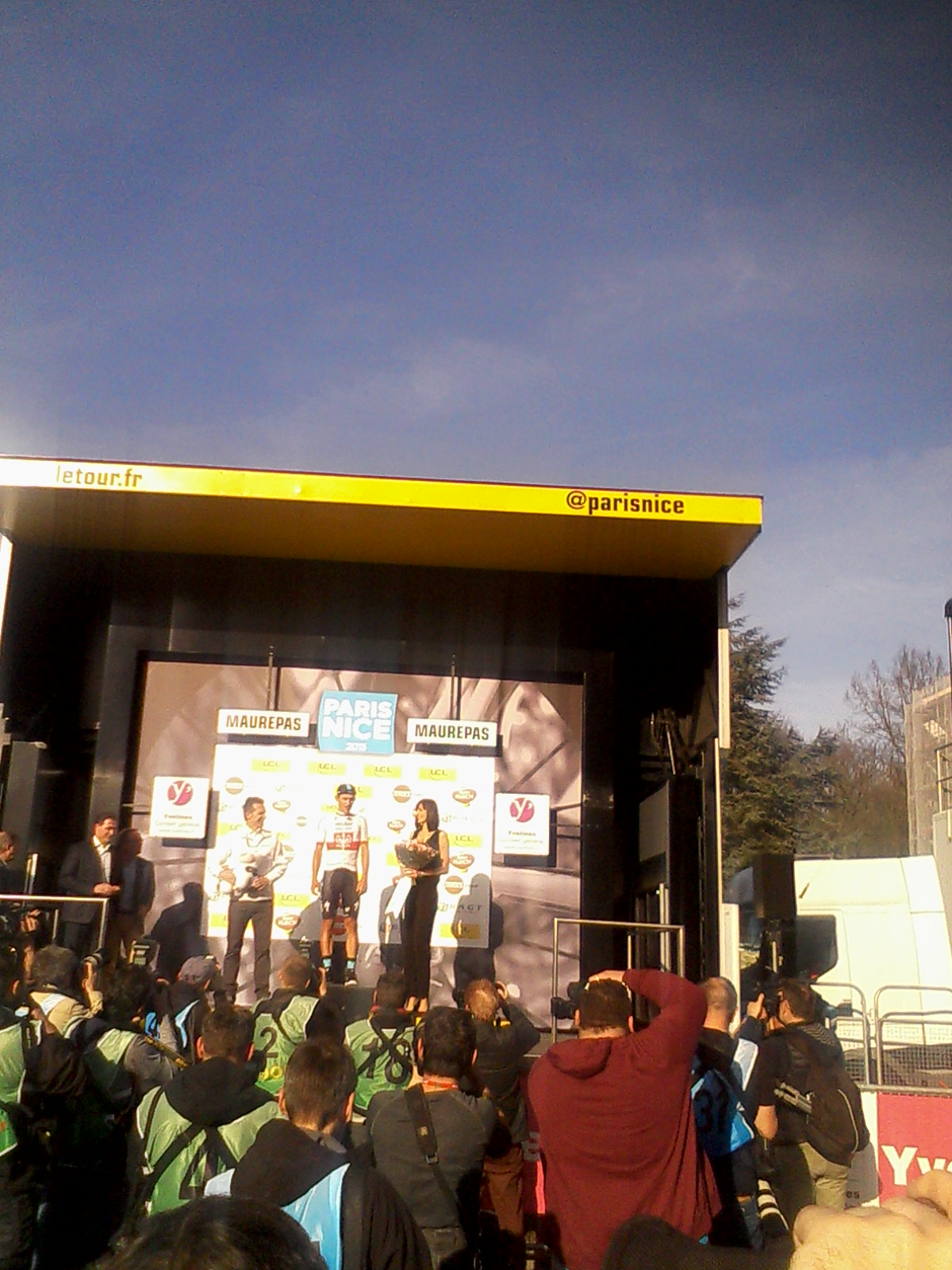
Michał Kwiatkowski, vainqueur de l'étape.
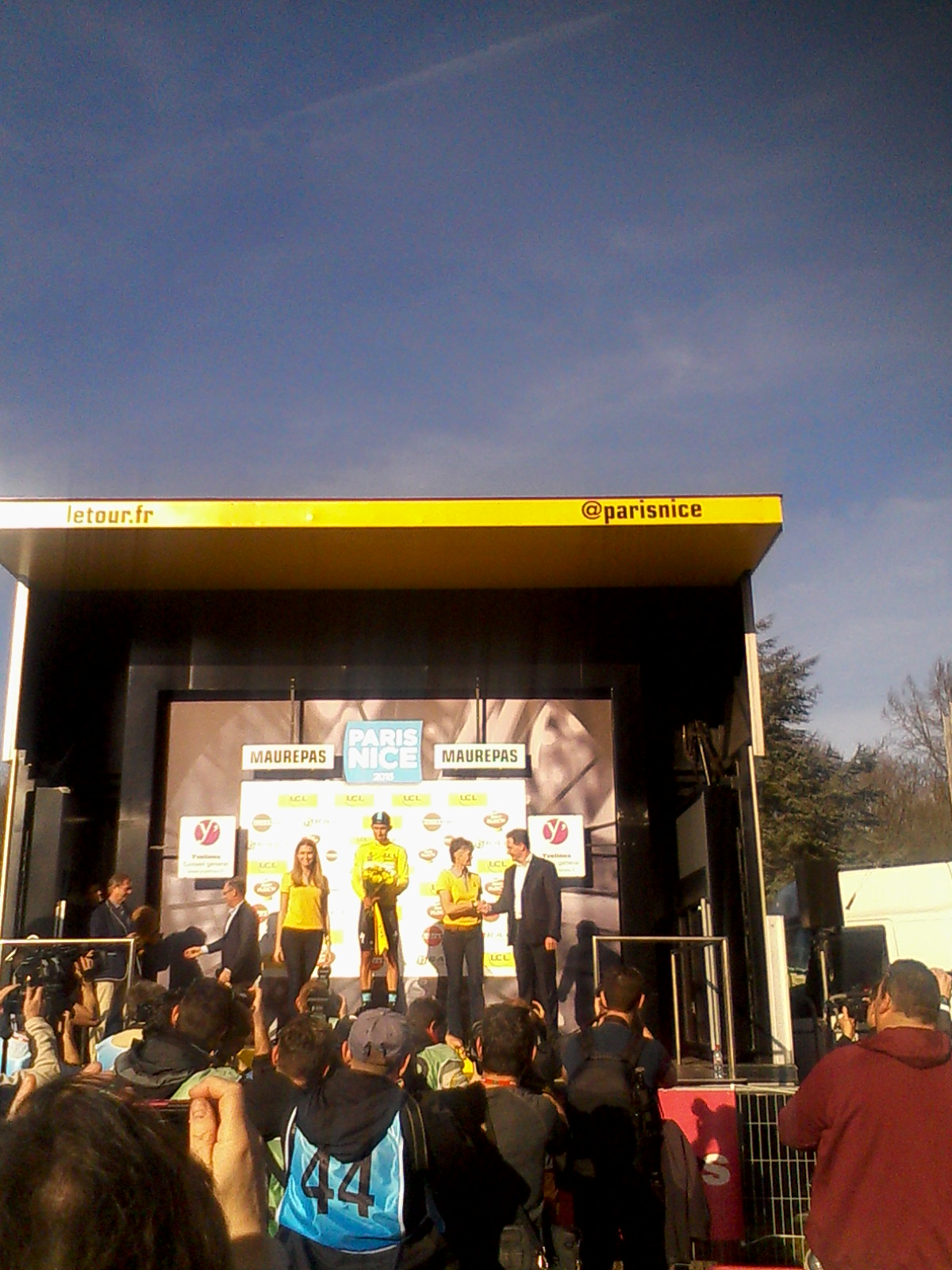
Michał Kwiatkowski, maillot jaune.
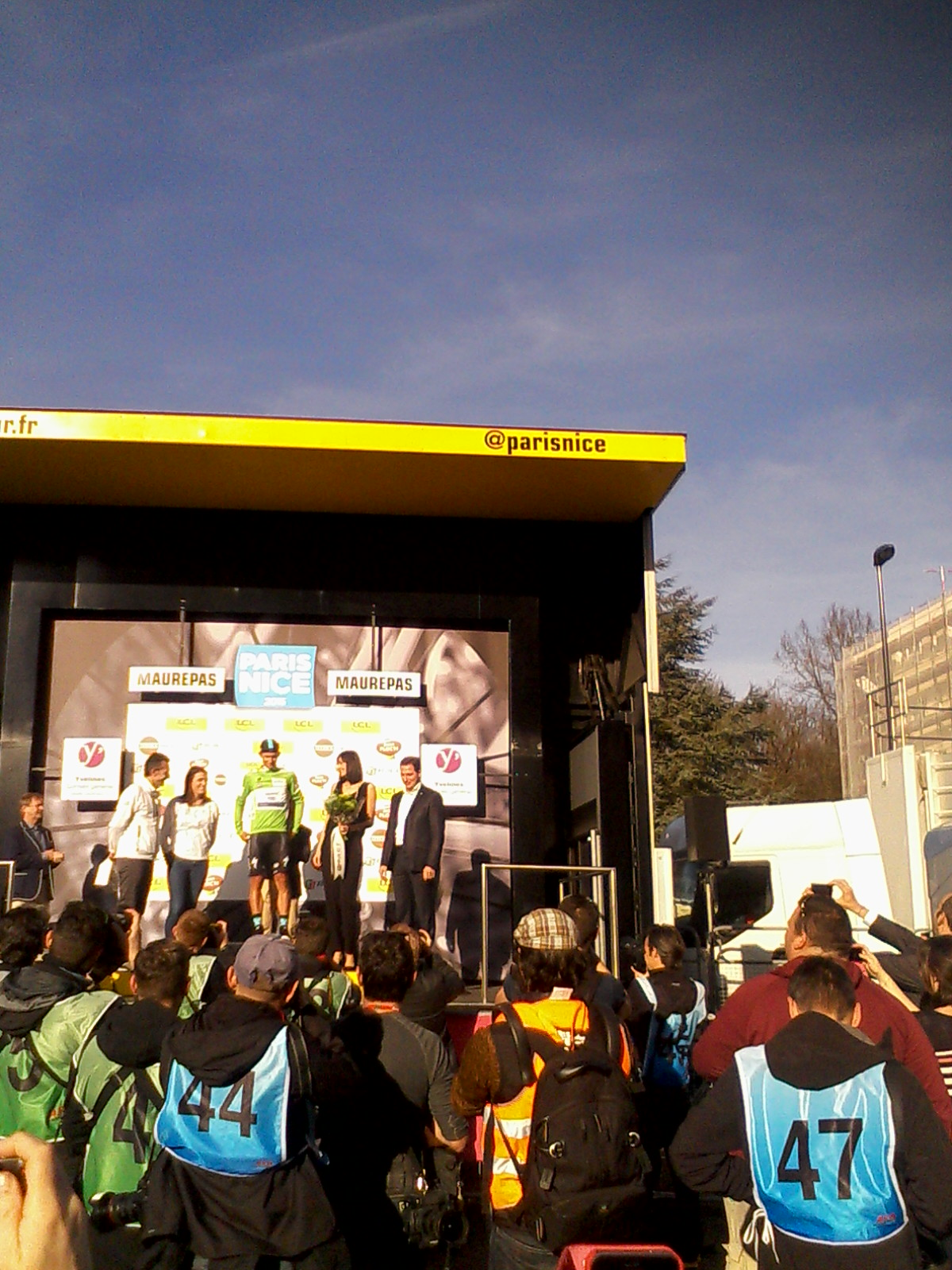
Michał Kwiatkowski, maillot vert.
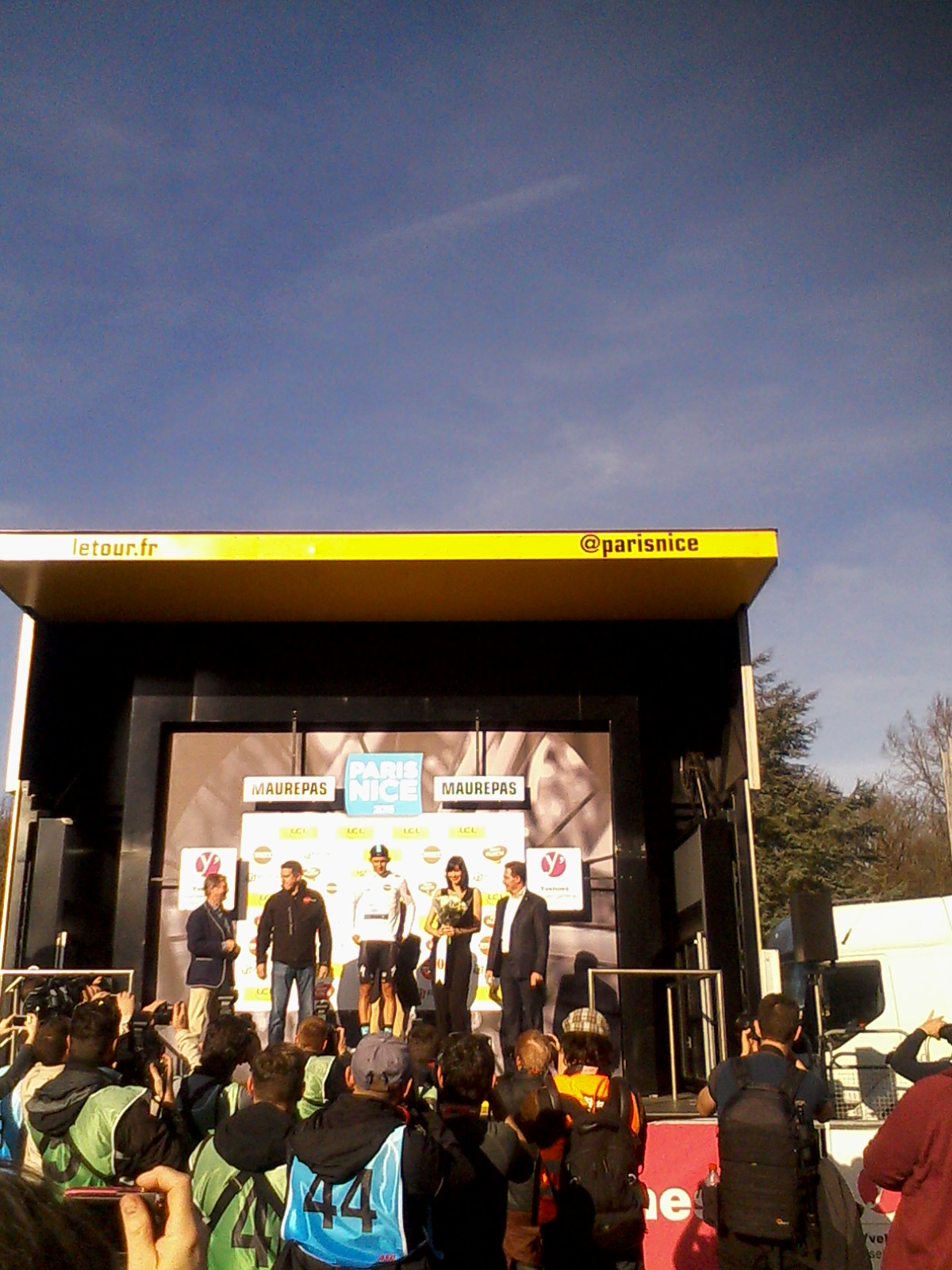
Michał Kwiatkowski, maillot blanc.

Ce Paris-Nice débute par un prologue plat de 6,7 km, disputé dans les rues de Maurepas, dans les Yvelines.
Le Polonais, champion national de la spécialité, Michał Kwiatkowski (Etixx-Quick Step) remporte ce prologue, et s'empare ainsi des maillots jaune, vert et blanc. Il devance de trente-et-un centièmes de secondes l'Australien, recordman de l'heure, Rohan Dennis (BMC Racing) et son coéquipier l'Allemand Tony Martin, champion de son pays du contre-la-montre, de sept secondes.

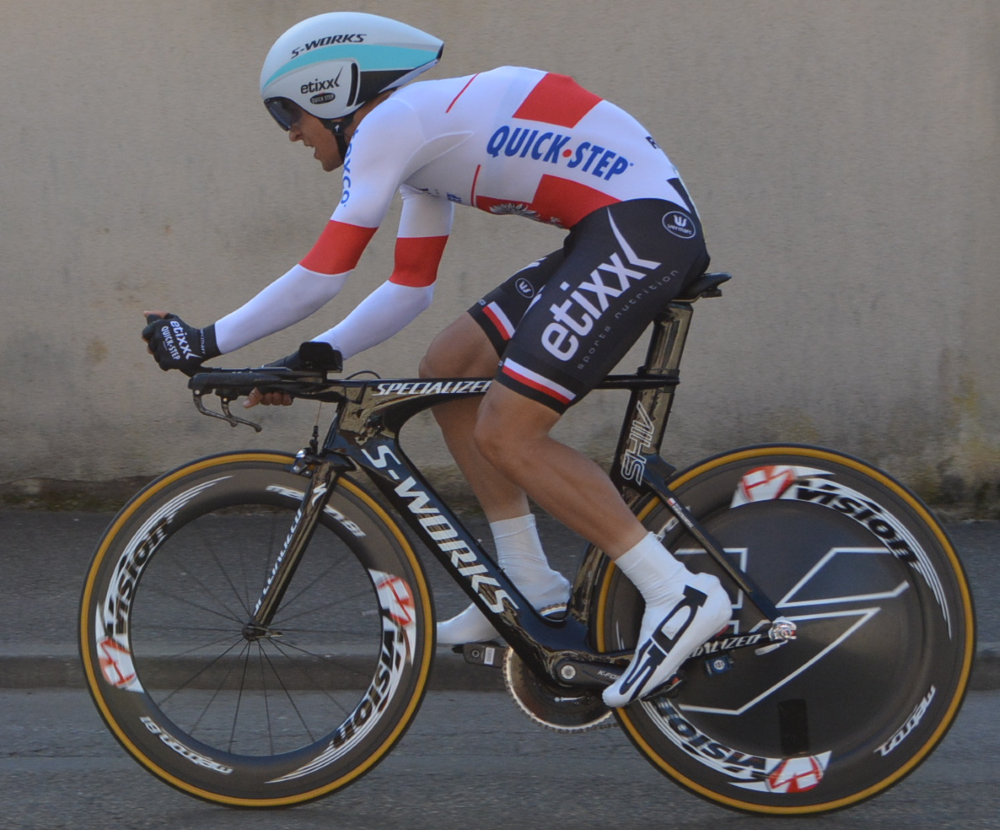
Michał Kwiatkowski, vainqueur de l'étape.
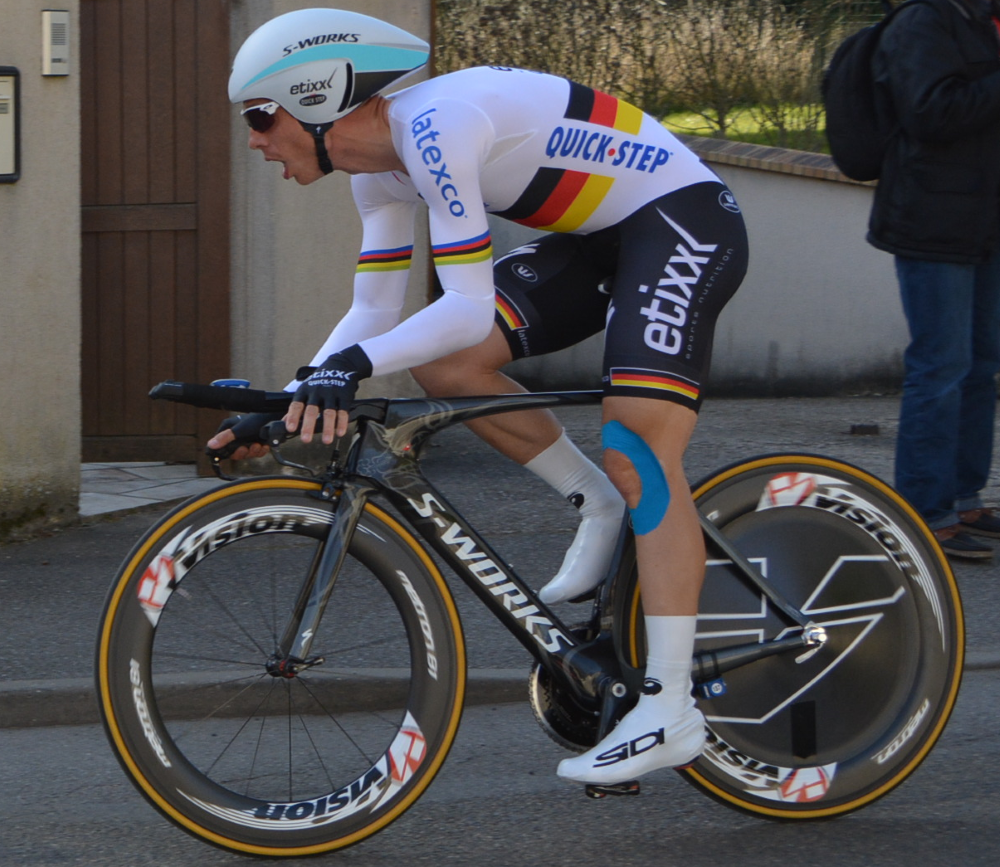
Tony Martin, troisième de l'étape.
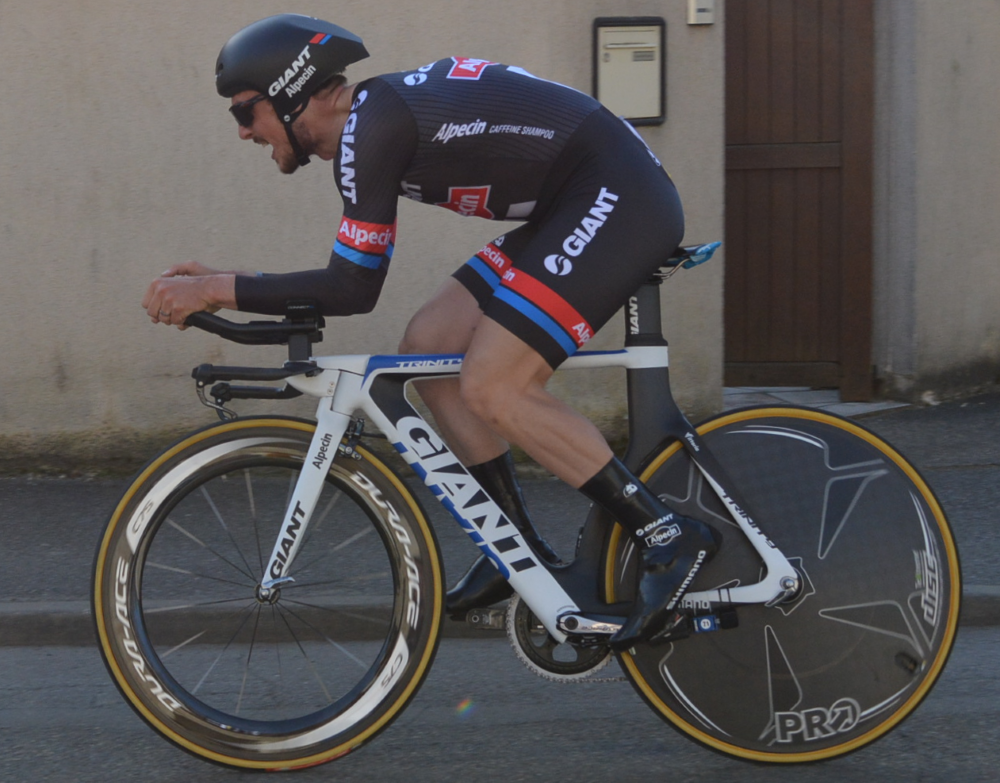
John Degenkolb, sixième de l'étape.
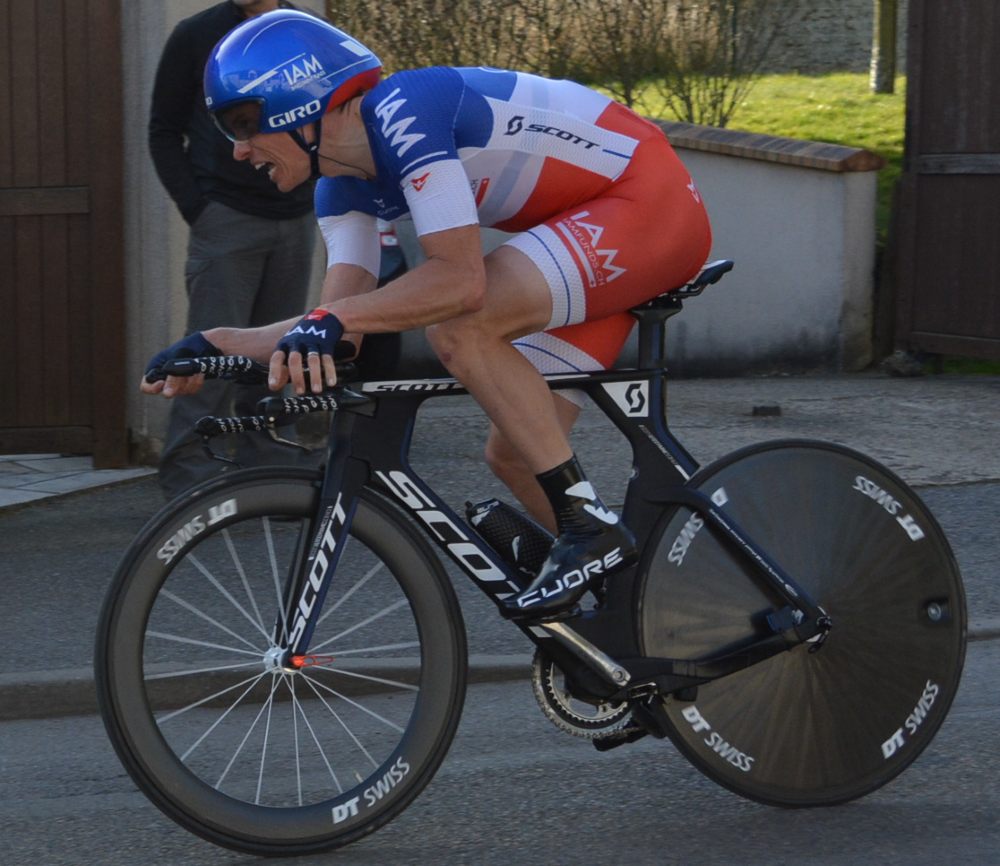
Sylvain Chavanel, septième de l'étape.
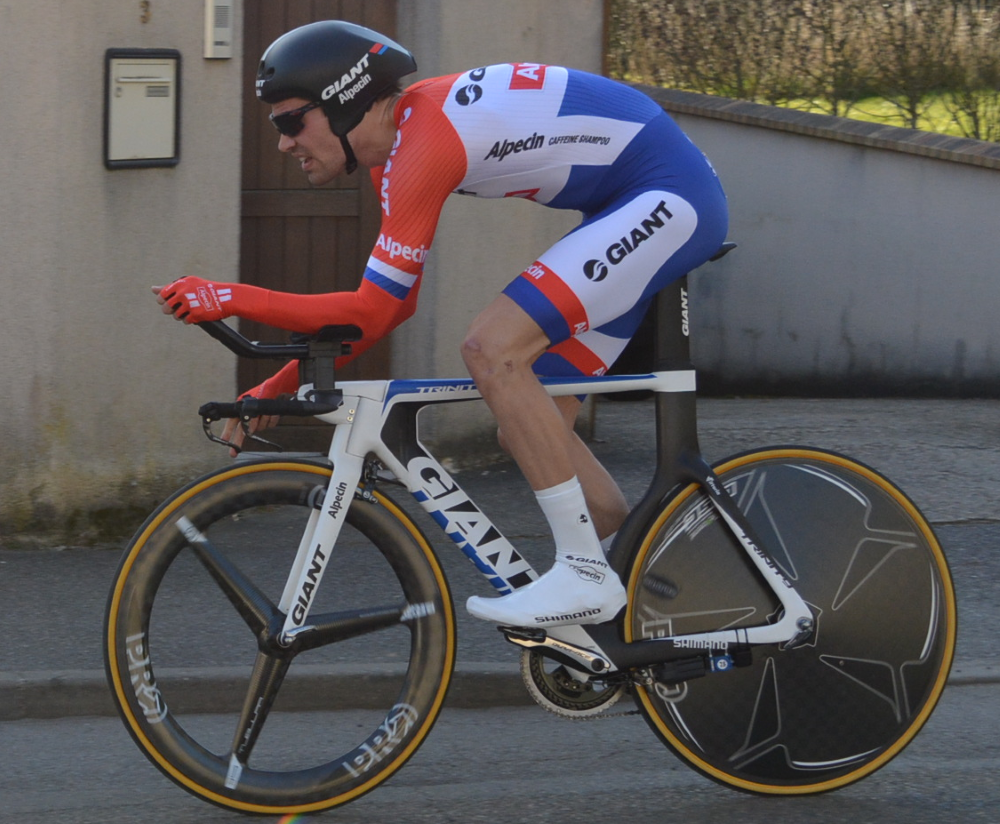
Tom Dumoulin, neuvième de l'étape.
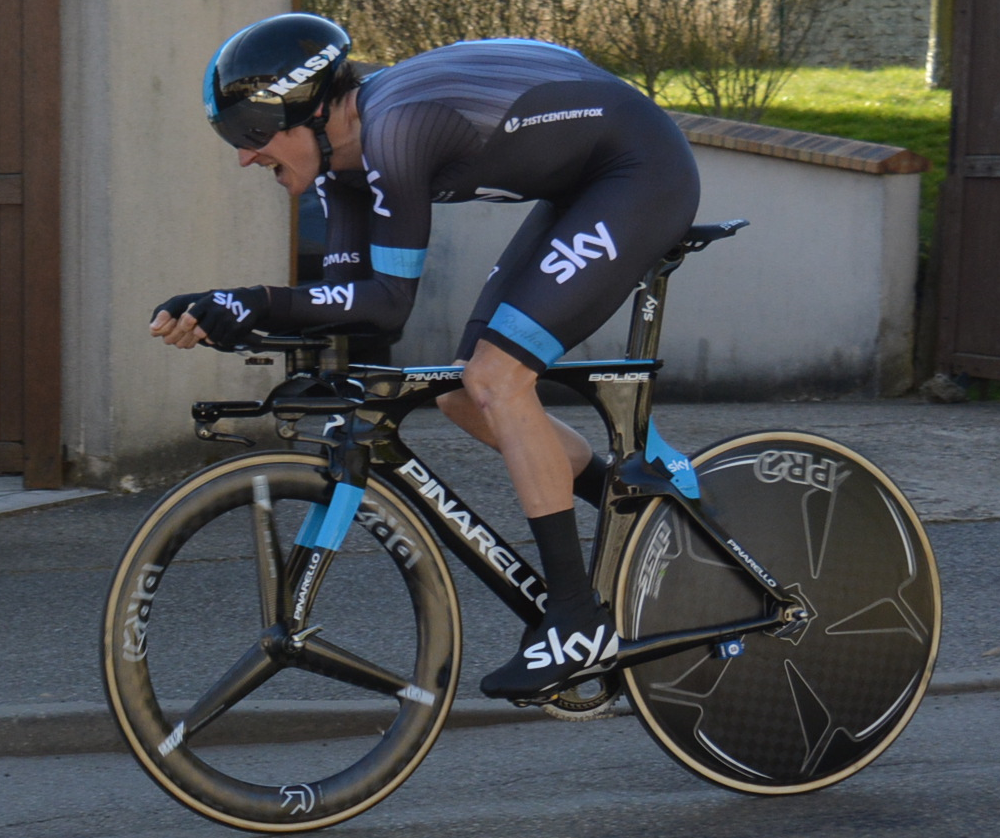
Geraint Thomas, dixième de l'étape.

| Classement de l'étape | Classement de l'étape | Classement de l'étape | Classement de l'étape | Classement de l'étape |
|                       | Coureur               | Pays                  | Équipe                | Temps                 |
| --------------------- | --------------------- | --------------------- | --------------------- | --------------------- |
| 1er                   | Michał Kwiatkowski    | Pologne               | Etixx-Quick Step      | en 7 min 40 s         |
| 2e                    | Rohan Dennis          | Australie             | BMC Racing            | + 0 s                 |
| 3e                    | Tony Martin           | Allemagne             | Etixx-Quick Step      | + 7 s                 |
| 4e                    | Luis León Sánchez     | Espagne               | Astana                | + 10 s                |
| 5e                    | Lars Boom             | Pays-Bas              | Astana                | + 10 s                |
| 6e                    | John Degenkolb        | Allemagne             | Giant-Alpecin         | + 10 s                |
| 7e                    | Sylvain Chavanel      | France                | IAM                   | + 10 s                |
| 8e                    | Michael Matthews      | Australie             | Orica-GreenEDGE       | + 12 s                |
| 9e                    | Tom Dumoulin          | Pays-Bas              | Giant-Alpecin         | + 13 s                |
| 10e                   | Geraint Thomas        | Royaume-Uni           | Sky                   | + 14 s                |
| modifier              |                       |                       |                       |                       |

| Classement général | Classement général | Classement général | Classement général | Classement général |
|                    | Coureur            | Pays               | Équipe             | Temps              |
| ------------------ | ------------------ | ------------------ | ------------------ | ------------------ |
| 1er                | Michał Kwiatkowski | Pologne            | Etixx-Quick Step   | en 7 min 40 s      |
| 2e                 | Rohan Dennis       | Australie          | BMC Racing         | + 0 s              |
| 3e                 | Tony Martin        | Allemagne          | Etixx-Quick Step   | + 7 s              |
| 4e                 | Luis León Sánchez  | Espagne            | Astana             | + 10 s             |
| 5e                 | Lars Boom          | Pays-Bas           | Astana             | + 10 s             |
| 6e                 | John Degenkolb     | Allemagne          | Giant-Alpecin      | + 10 s             |
| 7e                 | Sylvain Chavanel   | France             | IAM                | + 10 s             |
| 8e                 | Michael Matthews   | Australie          | Orica-GreeEDGE     | + 12 s             |
| 9e                 | Tom Dumoulin       | Pays-Bas           | Giant-Alpecin      | + 13 s             |
| 10e                | Geraint Thomas     | Royaume-Uni        | Sky                | + 14 s             |
| modifier           |                    |                    |                    |                    |

### 1reétape
L'étape débute avec la côte de Bel Air (1,2 km à 5 %), classée en 3e catégorie et dont le sommet est au km 3. L'étape traverse ensuite les plaines exposées au vent de la Beauce. Les coureurs disputent en outre des sprints intermédiaires aux kilomètres 19 et 185,5. L'arrivée est jugée à Contres, après 196,5 km de course depuis Saint-Rémy-lès-Chevreuse, à travers les Yvelines, l'Eure-et-Loir, le Loiret et le Loir-et-Cher.
Cette étape a été remportée par le Norvégien Alexander Kristoff (Katusha) devant les Français Nacer Bouhanni (Cofidis) et Bryan Coquard (Europcar). Durant cette étape le Belge Tom Boonen (Etixx-Quick Step) abandonne après une chute sur la clavicule. Son coéquipier, le Polonais Michał Kwiatkowski, reste maillot jaune à l'issue de cette étape.
| Classement de l'étape | Classement de l'étape | Classement de l'étape | Classement de l'étape | Classement de l'étape |
|                       | Coureur               | Pays                  | Équipe                | Temps                 |
| --------------------- | --------------------- | --------------------- | --------------------- | --------------------- |
| 1er                   | Alexander Kristoff    | Norvège               | Katusha               | en 5 h 15 min 18 s    |
| 2e                    | Nacer Bouhanni        | France                | Cofidis               | m.t                   |
| 3e                    | Bryan Coquard         | France                | Europcar              | m.t                   |
| 4e                    | Heinrich Haussler     | Australie             | IAM                   | m.t                   |
| 5e                    | Giacomo Nizzolo       | Italie                | Trek Factory Racing   | m.t                   |
| 6e                    | José Joaquín Rojas    | Espagne               | Movistar              | m.t                   |
| 7e                    | Moreno Hofland        | Pays-Bas              | Lotto NL-Jumbo        | m.t                   |
| 8e                    | Niccolò Bonifazio     | Italie                | Lampre-Merida         | m.t                   |
| 9e                    | Ben Swift             | Royaume-Uni           | Sky                   | m.t                   |
| 10e                   | Michael Matthews      | Australie             | Orica-GreenEDGE       | m.t                   |
| modifier              |                       |                       |                       |                       |

| Classement général | Classement général | Classement général | Classement général | Classement général |
|                    | Coureur            | Pays               | Équipe             | Temps              |
| ------------------ | ------------------ | ------------------ | ------------------ | ------------------ |
| 1er                | Michał Kwiatkowski | Pologne            | Etixx-Quick Step   | en 5 h 22 min 58 s |
| 2e                 | Rohan Dennis       | Australie          | BMC Racing         | + 0 s              |
| 3e                 | Tony Martin        | Allemagne          | Etixx-Quick Step   | + 7 s              |
| 4e                 | John Degenkolb     | Allemagne          | Giant-Alpecin      | + 9 s              |
| 5e                 | Luis León Sánchez  | Espagne            | Astana             | + 10 s             |
| 6e                 | Lars Boom          | Pays-Bas           | Astana             | + 10 s             |
| 7e                 | Michael Matthews   | Australie          | Orica-GreeEDGE     | + 10 s             |
| 8e                 | Sylvain Chavanel   | France             | IAM                | + 10 s             |
| 9e                 | Tom Dumoulin       | Pays-Bas           | Giant-Alpecin      | + 13 s             |
| 10e                | Geraint Thomas     | Royaume-Uni        | Sky                | + 13 s             |
| modifier           |                    |                    |                    |                    |

### 2eétape
L'étape est plate, avec un premier sprint intermédiaire au km 57,5. Après 119 km de course, les coureurs entament une boucle finale, puis 8 km plus loin disputent un sprint intermédiaire, lors du premier passage sur la ligne d'arrivée. Dans la foulée, l'ascension de la côte de la Tour (4,1 km à 4,2 %), classée en 3e catégorie et dont le sommet est au km 131, est programmée. Le final est plat. L'arrivée est jugée à Saint-Amand-Montrond, après 172 km de course depuis le ZooParc de Beauval à Saint-Aignan, à travers le Loir-et-Cher, l'Indre et le Cher.
Le Français Arnaud Gérard (Bretagne-Séché Environnement) part en solitaire dès le premier kilomètre. Le peloton lui laisse sept à huit minutes d'avance jusqu'aux cent premiers kilomètres, puis la formation Cofidis décide de prendre les choses en main. Le coureur français est rattrapé peu après la descente de la côte de la Tour. L'étape se joue lors d'une sprint massif remporté par l('Allemand André Greipel (Lotto-Soudal) qui s'impose devant le Français Arnaud Démare (FDJ) et son compatriote John Degenkolb (Giant-Alpecin). Le Polonais Michał Kwiatkowski (Etixx-Quick Step) reste toujours leader du classement général.
| Classement de l'étape | Classement de l'étape | Classement de l'étape | Classement de l'étape | Classement de l'étape |
|                       | Coureur               | Pays                  | Équipe                | Temps                 |
| --------------------- | --------------------- | --------------------- | --------------------- | --------------------- |
| 1er                   | André Greipel         | Allemagne             | Lotto-Soudal          | en 4 h 30 min 18 s    |
| 2e                    | Arnaud Démare         | France                | FDJ                   | m.t                   |
| 3e                    | John Degenkolb        | Allemagne             | Giant-Alpecin         | m.t                   |
| 4e                    | Michael Matthews      | Australie             | Orica-GreenEDGE       | m.t                   |
| 5e                    | José Joaquín Rojas    | Espagne               | Movistar              | m.t                   |
| 6e                    | Nacer Bouhanni        | France                | Cofidis               | m.t                   |
| 7e                    | Moreno Hofland        | Pays-Bas              | Lotto NL-Jumbo        | m.t                   |
| 8e                    | Alexander Kristoff    | Norvège               | Katusha               | m.t                   |
| 9e                    | Jonas Van Genechten   | Belgique              | IAM                   | m.t                   |
| 10e                   | Niccolò Bonifazio     | Italie                | Lampre-Merida         | m.t                   |
| modifier              |                       |                       |                       |                       |

| Classement général | Classement général | Classement général | Classement général | Classement général |
|                    | Coureur            | Pays               | Équipe             | Temps              |
| ------------------ | ------------------ | ------------------ | ------------------ | ------------------ |
| 1er                | Michał Kwiatkowski | Pologne            | Etixx-Quick Step   | en 9 h 53 min 16 s |
| 2e                 | Rohan Dennis       | Australie          | BMC Racing         | + 0 s              |
| 3e                 | John Degenkolb     | Allemagne          | Giant-Alpecin      | + 2 s              |
| 4e                 | Tony Martin        | Allemagne          | Etixx-Quick Step   | + 7 s              |
| 5e                 | Michael Matthews   | Australie          | Orica-GreenEDGE    | + 9 s              |
| 6e                 | Luis León Sánchez  | Espagne            | Astana             | + 10 s             |
| 7e                 | Lars Boom          | Pays-Bas           | Astana             | + 10 s             |
| 8e                 | Sylvain Chavanel   | France             | IAM                | + 10 s             |
| 9e                 | Tom Dumoulin       | Pays-Bas           | Giant-Alpecin      | + 13 s             |
| 10e                | Geraint Thomas     | Royaume-Uni        | Sky                | + 13 s             |
| modifier           |                    |                    |                    |                    |

### 3eétape
Le début d'étape est légèrement vallonné, avec notamment un sprint intermédiaire (km 27,5) et la côte de la Croix du Chêne (2,1 km à 4 %), classée en 3e catégorie et dont le sommet est placé au km 53,5. Après environ 90 km de course, la route emprunte une montée qui se termine au km 97,5 par le col de la Bosse (2,4 km à 5,1 %), classé en 3e catégorie. S'ensuivra une longue descente et l'enchaînement de la côte de Vicq (1,6 km à 5,8 %), classée en 3e catégorie et dont le sommet est situé au km 117,5, et une bosse non répertoriée. La suite du parcours est légèrement vallonnée. Les coureurs entament une boucle finale au km 146,5. 13 km plus loin, le 2e sprint intermédiaire est programmé, lors du premier passage sur la ligne d'arrivée. L'arrivée est jugée à Saint-Pourçain-sur-Sioule, après 179 km de course depuis Saint-Amand-Montrond, à travers le Cher et l'Allier.
C'est l'Australien Michael Matthews (Orica-GreenEDGE) qui remporte cette étape au sprint devant les Italiens Davide Cimolai (Lampre-Merida) et Giacomo Nizzolo (Trek Factory Racing). Matthews s'empare grâce aux bonifications de la tête du classement général.
| Classement de l'étape | Classement de l'étape | Classement de l'étape | Classement de l'étape | Classement de l'étape |
|                       | Coureur               | Pays                  | Équipe                | Temps                 |
| --------------------- | --------------------- | --------------------- | --------------------- | --------------------- |
| 1er                   | Michael Matthews      | Australie             | Orica-GreenEDGE       | en 4 h 32 min 12 s    |
| 2e                    | Davide Cimolai        | Italie                | Lampre-Merida         | m.t                   |
| 3e                    | Giacomo Nizzolo       | Italie                | Trek Factory Racing   | m.t                   |
| 4e                    | Alexander Kristoff    | Norvège               | Katusha               | m.t                   |
| 5e                    | José Joaquín Rojas    | Espagne               | Movistar              | m.t                   |
| 6e                    | Matti Breschel        | Danemark              | Tinkoff-Saxo          | m.t                   |
| 7e                    | Moreno Hofland        | Pays-Bas              | Lotto NL-Jumbo        | m.t                   |
| 8e                    | Nacer Bouhanni        | France                | Cofidis               | m.t                   |
| 9e                    | Bryan Coquard         | France                | Europcar              | m.t                   |
| 10e                   | Arnaud Démare         | France                | FDJ                   | m.t                   |
| modifier              |                       |                       |                       |                       |

| Classement général | Classement général | Classement général | Classement général | Classement général  |
|                    | Coureur            | Pays               | Équipe             | Temps               |
| ------------------ | ------------------ | ------------------ | ------------------ | ------------------- |
| 1er                | Michael Matthews   | Australie          | Orica-GreenEDGE    | en 14 h 25 min 27 s |
| 2e                 | Michał Kwiatkowski | Pologne            | Etixx-Quick Step   | + 1 s               |
| 3e                 | Rohan Dennis       | Australie          | BMC Racing         | + 1 s               |
| 4e                 | John Degenkolb     | Allemagne          | Giant-Alpecin      | + 3 s               |
| 5e                 | Tony Martin        | Allemagne          | Etixx-Quick Step   | + 8 s               |
| 6e                 | Luis León Sánchez  | Espagne            | Astana             | + 11 s              |
| 7e                 | Sylvain Chavanel   | France             | IAM                | + 11 s              |
| 8e                 | Tom Dumoulin       | Pays-Bas           | Giant-Alpecin      | + 14 s              |
| 9e                 | Geraint Thomas     | Royaume-Uni        | Sky                | + 14 s              |
| 10e                | Philippe Gilbert   | Belgique           | BMC Racing         | + 14 s              |
| modifier           |                    |                    |                    |                     |

### 4eétape
Le début d'étape est légèrement vallonné, passe par la côte du Cheval Rignon (5,9 km à 3,7 %), classée en 3e catégorie et dont le sommet est placé au km 42,5, une très courte descente puis grimpe jusqu'au sommet au km 54 du col du Beau Louis (6,1 km à 3,5 %), classé en 3e catégorie. Après une brève descente et une bosse jusqu'au sprint intermédiaire (km 59,5), la route descend jusqu'au ravitaillement (km 93). Une quarantaine de kilomètres légèrement vallonnés sont ensuite programmés, avant une montée où figurent le sommet de deux ascensions de 3e catégorie : la côte de Saint-Bonnet-les-Oules (2,8 km à 3,7 %), au km 140,5, et la côte de Saint-Héand (1 km à 5,1 %), au km 144,5. Ensuite, le parcours descend et emprunte la côte de la Gimond (1,8 km à 6,5 %), classée en 2e catégorie. Après le sommet (km 152), il continue de monter, est légèrement vallonné et descend assez longuement. Les coureurs enchaînent alors le col de la Gachet (5 km à 4,4 %), classé en 2e catégorie et dont le sommet est situé au km 175, et la côte de la Croix Blanche (1,8 km à 4,9 %), classée en 3e catégorie et dont le sommet est placé au km 178,5, avant de plonger vers le 2e sprint intermédiaire (nommé Souvenir Andrei Kivilev). Ils grimpent ensuite la régulière ascension de 1re catégorie du col de la Croix de Chaubouret (10 km à 6,7 %), en haut de laquelle sera jugée l'arrivée, après 204 km de course depuis Varennes-sur-Allier, à travers l'Allier et la Loire.
L'étape a été remportée par l'Australien Richie Porte (Sky) qui s'impose devant son coéquipier le Britannique Geraint Thomas, qui finit dans le même temps, et le Polonais Michał Kwiatkowski (Etixx-Quick Step) qui termine à huit secondes du duo. Ce dernier reprend la tête du classement général une seconde devant Porte.
| Classement de l'étape | Classement de l'étape | Classement de l'étape | Classement de l'étape | Classement de l'étape |
|                       | Coureur               | Pays                  | Équipe                | Temps                 |
| --------------------- | --------------------- | --------------------- | --------------------- | --------------------- |
| 1er                   | Richie Porte          | Australie             | Sky                   | en 5 h 18 min 39 s    |
| 2e                    | Geraint Thomas        | Royaume-Uni           | Sky                   | + 0 s                 |
| 3e                    | Michał Kwiatkowski    | Pologne               | Etixx-Quick Step      | + 8 s                 |
| 4e                    | Jakob Fuglsang        | Danemark              | Astana                | + 8 s                 |
| 5e                    | Tejay van Garderen    | États-Unis            | BMC Racing            | + 17 s                |
| 6e                    | Rui Costa             | Portugal              | Lampre-Merida         | + 24 s                |
| 7e                    | Tony Gallopin         | France                | Lotto-Soudal          | + 24 s                |
| 8e                    | Fabio Aru             | Italie                | Astana                | + 24 s                |
| 9e                    | Rafael Valls          | Espagne               | Lampre-Merida         | + 24 s                |
| 10e                   | Simon Špilak          | Slovénie              | Katusha               | + 24 s                |
| modifier              |                       |                       |                       |                       |

| Classement général | Classement général | Classement général | Classement général | Classement général  |
|                    | Coureur            | Pays               | Équipe             | Temps               |
| ------------------ | ------------------ | ------------------ | ------------------ | ------------------- |
| 1er                | Michał Kwiatkowski | Pologne            | Etixx-Quick Step   | en 19 h 44 min 11 s |
| 2e                 | Richie Porte       | Australie          | Sky                | + 1 s               |
| 3e                 | Geraint Thomas     | Royaume-Uni        | Sky                | + 3 s               |
| 4e                 | Tejay van Garderen | États-Unis         | BMC Racing         | + 27 s              |
| 5e                 | Jakob Fuglsang     | Danemark           | Astana             | + 32 s              |
| 6e                 | Tony Gallopin      | France             | Lotto-Soudal       | + 38 s              |
| 7e                 | Rui Costa          | Portugal           | Lampre-Merida      | + 41 s              |
| 8e                 | Gorka Izagirre     | Espagne            | Movistar           | + 44 s              |
| 9e                 | Tiago Machado      | Portugal           | Katusha            | + 50 s              |
| 10e                | Rafael Valls       | Espagne            | Lampre-Merida      | + 51 s              |
| modifier           |                    |                    |                    |                     |

### 5eétape
L'étape commence par l'ascension du col de la République (12,2 km à 4,5 %), classé en 1re catégorie. Le parcours continue vers le sud-est, avec une descente jusqu'à Andance, au km 47,5. La route se dirige alors vers le sud, avec une longue zone de plat, en passant notamment par le premier sprint intermédiaire (km 81,5). L'étape est vallonnée à partir du col du Devès (4,1 km à 4,4 %), classé en 3e catégorie et dont le sommet est placé au km 125. La suite de la course comprend deux montées répertoriées, à savoir la côte de l'Aleyrac (6,2 km à 4 %), classée en 2e catégorie et dont le sommet est situé au km 148, et la côte de Buisson (1,8 km à 4,3 %), classée en 3e catégorie et dont le sommet est au km 184, ainsi que le 2e sprint intermédiaire, disputé au 164. Le dernier kilomètre est en montée, avec une pente moyenne de 4,4 %. L'arrivée est jugée à Rasteau, après 192,5 km de course depuis Saint-Étienne, à travers la Loire, l'Ardèche, la Drôme et le Vaucluse.
C'est l'Italien Davide Cimolai (Lampre-Merida) qui gagne cette étape au sprint devant le Français Bryan Coquard (Europcar) et l'Australien Michael Matthews (Orica-GreenEDGE). Le Polonais Michał Kwiatkowski (Etixx-Quick Step) conserve quant à lui sa place de leader du classement général.
| Classement de l'étape | Classement de l'étape | Classement de l'étape | Classement de l'étape        | Classement de l'étape |
|                       | Coureur               | Pays                  | Équipe                       | Temps                 |
| --------------------- | --------------------- | --------------------- | ---------------------------- | --------------------- |
| 1er                   | Davide Cimolai        | Italie                | Lampre-Merida                | en 4 h 12 min 9 s     |
| 2e                    | Bryan Coquard         | France                | Europcar                     | m.t                   |
| 3e                    | Michael Matthews      | Australie             | Orica-GreenEDGE              | m.t                   |
| 4e                    | Nacer Bouhanni        | France                | Cofidis                      | m.t                   |
| 5e                    | José Joaquín Rojas    | Espagne               | Movistar                     | m.t                   |
| 6e                    | Alexander Kristoff    | Norvège               | Katusha                      | m.t                   |
| 7e                    | Matti Breschel        | Danemark              | Tinkoff-Saxo                 | m.t                   |
| 8e                    | Daniel McLay          | Royaume-Uni           | Bretagne-Séché Environnement | m.t                   |
| 9e                    | Samuel Dumoulin       | France                | AG2R La Mondiale             | m.t                   |
| 10e                   | Sylvain Chavanel      | France                | IAM                          | m.t                   |
| modifier              |                       |                       |                              |                       |

| Classement général | Classement général | Classement général | Classement général | Classement général  |
|                    | Coureur            | Pays               | Équipe             | Temps               |
| ------------------ | ------------------ | ------------------ | ------------------ | ------------------- |
| 1er                | Michał Kwiatkowski | Pologne            | Etixx-Quick Step   | en 23 h 56 min 20 s |
| 2e                 | Richie Porte       | Australie          | Sky                | + 1 s               |
| 3e                 | Geraint Thomas     | Royaume-Uni        | Sky                | + 3 s               |
| 4e                 | Tejay van Garderen | États-Unis         | BMC Racing         | + 27 s              |
| 5e                 | Jakob Fuglsang     | Danemark           | Astana             | + 32 s              |
| 6e                 | Tony Gallopin      | France             | Lotto-Soudal       | + 38 s              |
| 7e                 | Rui Costa          | Portugal           | Lampre-Merida      | + 41 s              |
| 8e                 | Gorka Izagirre     | Espagne            | Movistar           | + 44 s              |
| 9e                 | Tiago Machado      | Portugal           | Katusha            | + 50 s              |
| 10e                | Rafael Valls       | Espagne            | Lampre-Merida      | + 51 s              |
| modifier           |                    |                    |                    |                     |

Remise des prix
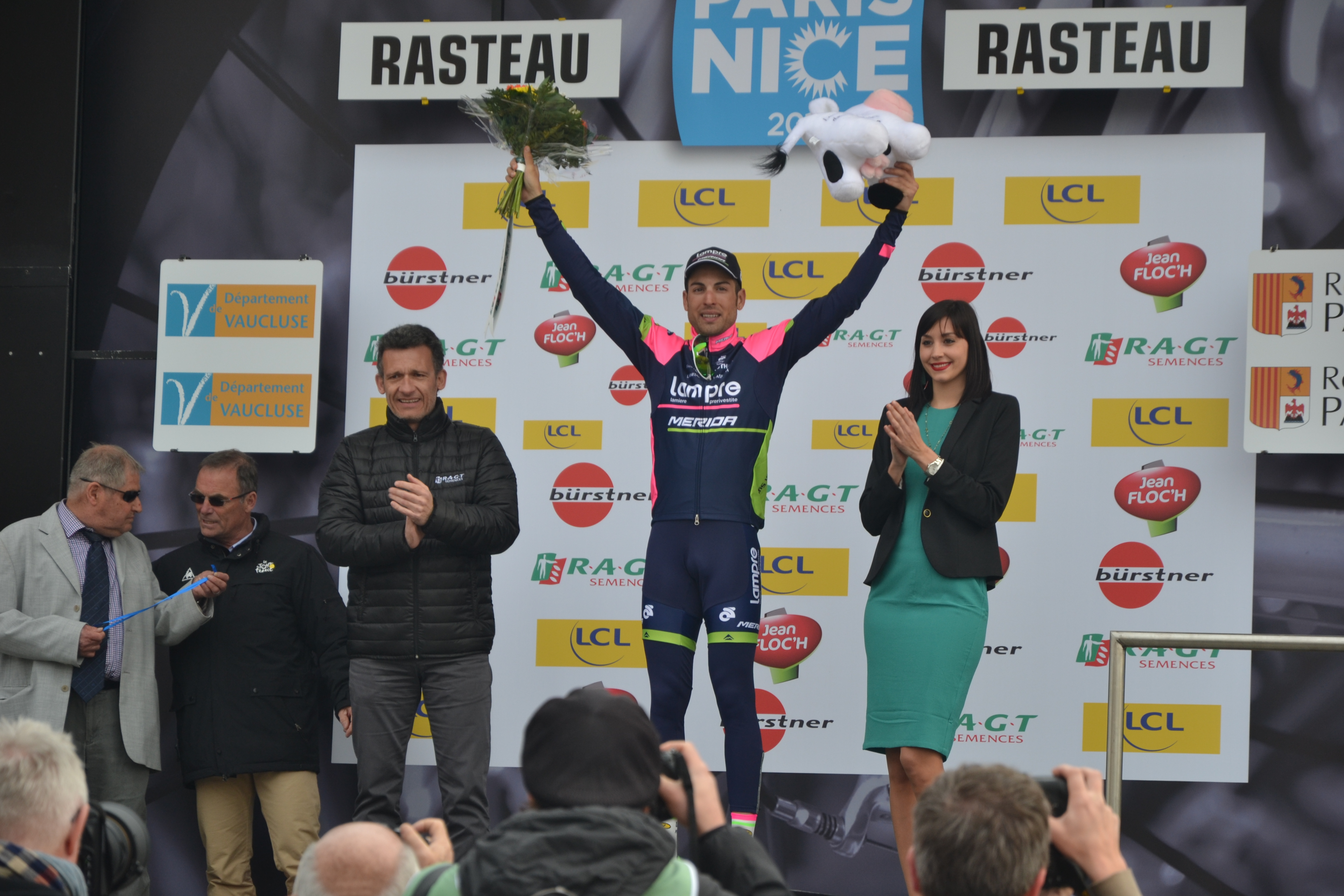
Davide Cimolai vainqueur de l'étape
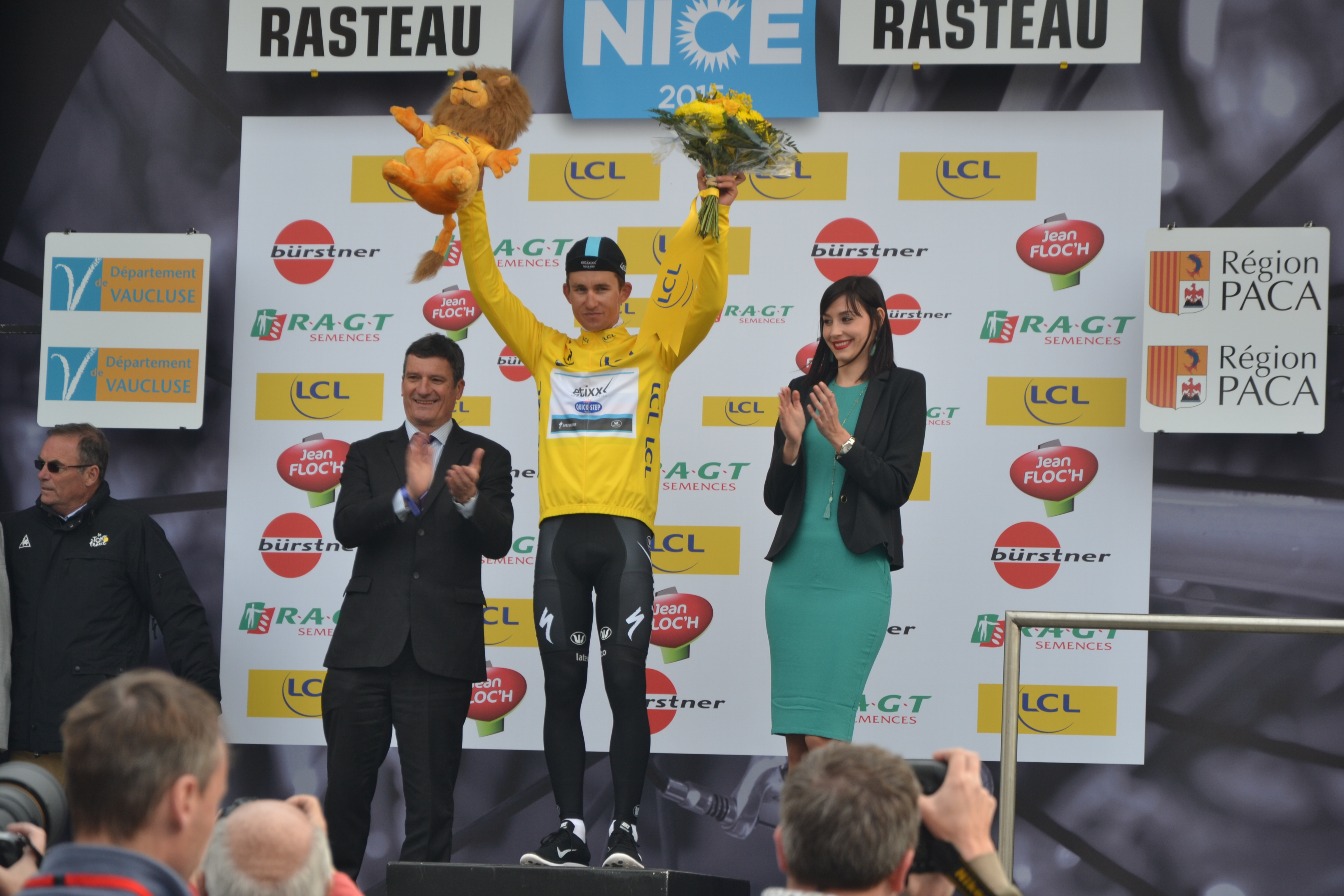
Michał Kwiatkowski maillot jaune.
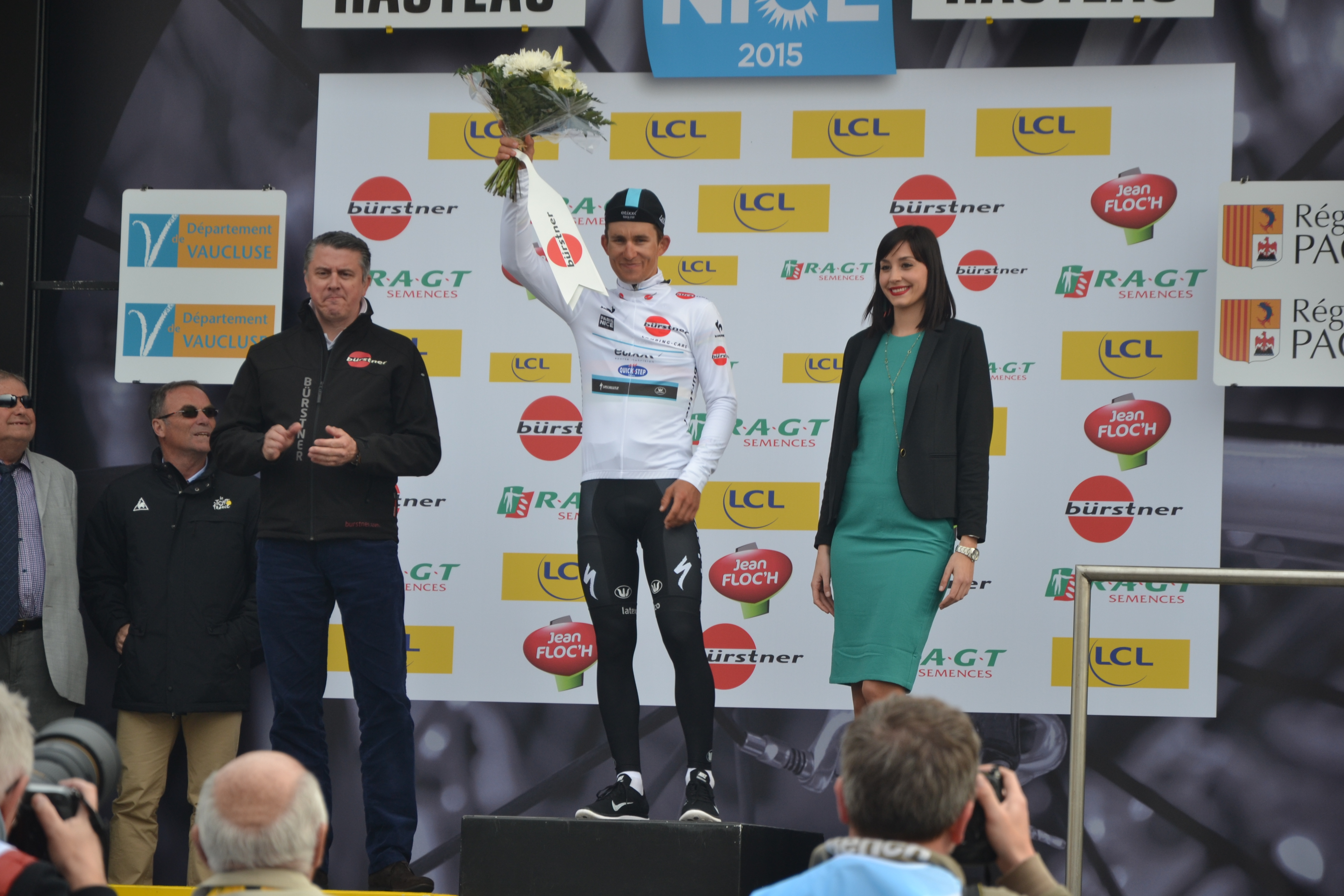
Michał Kwiatkowski maillot blanc.
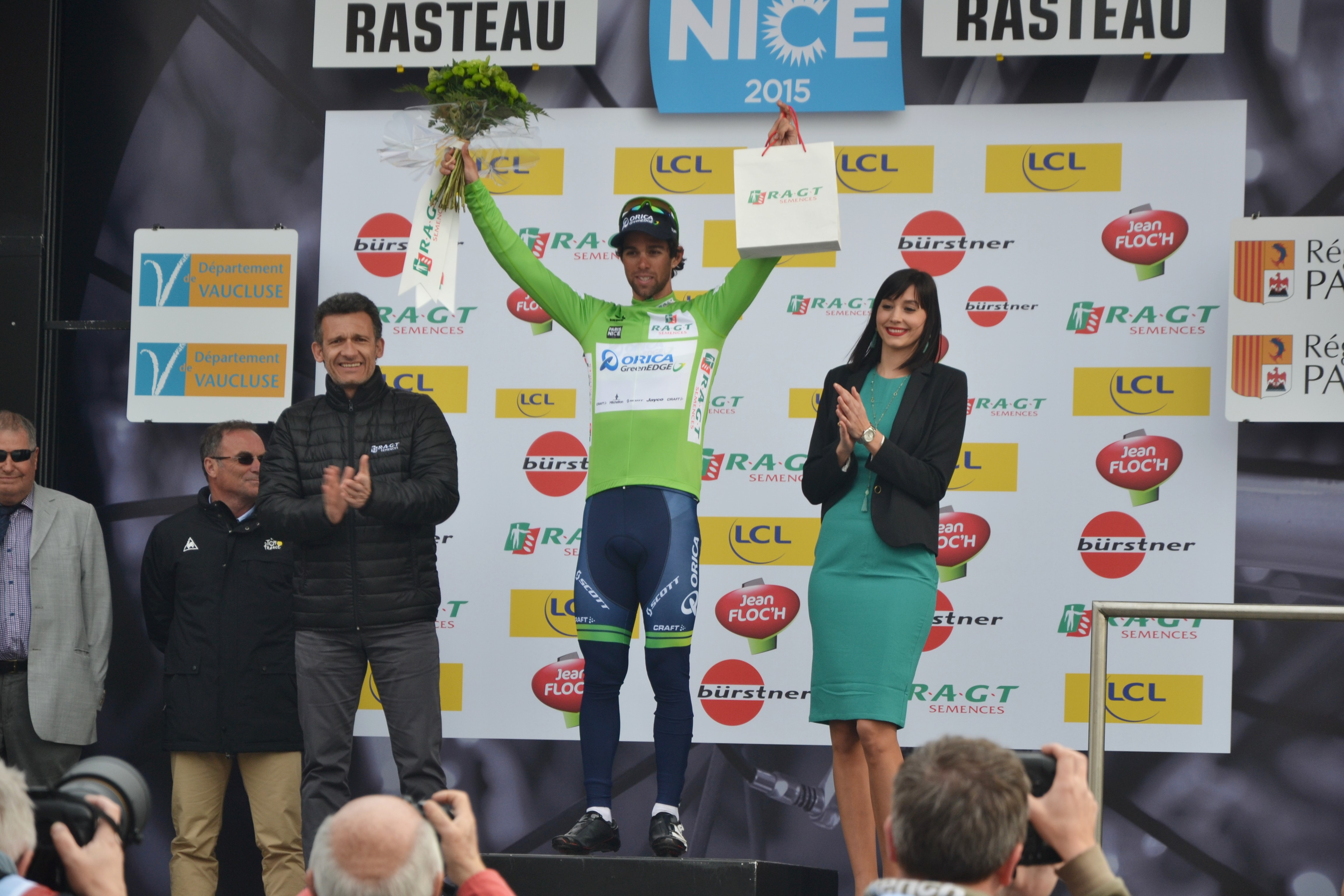
Michael Matthews maillot vert.

### 6eétape

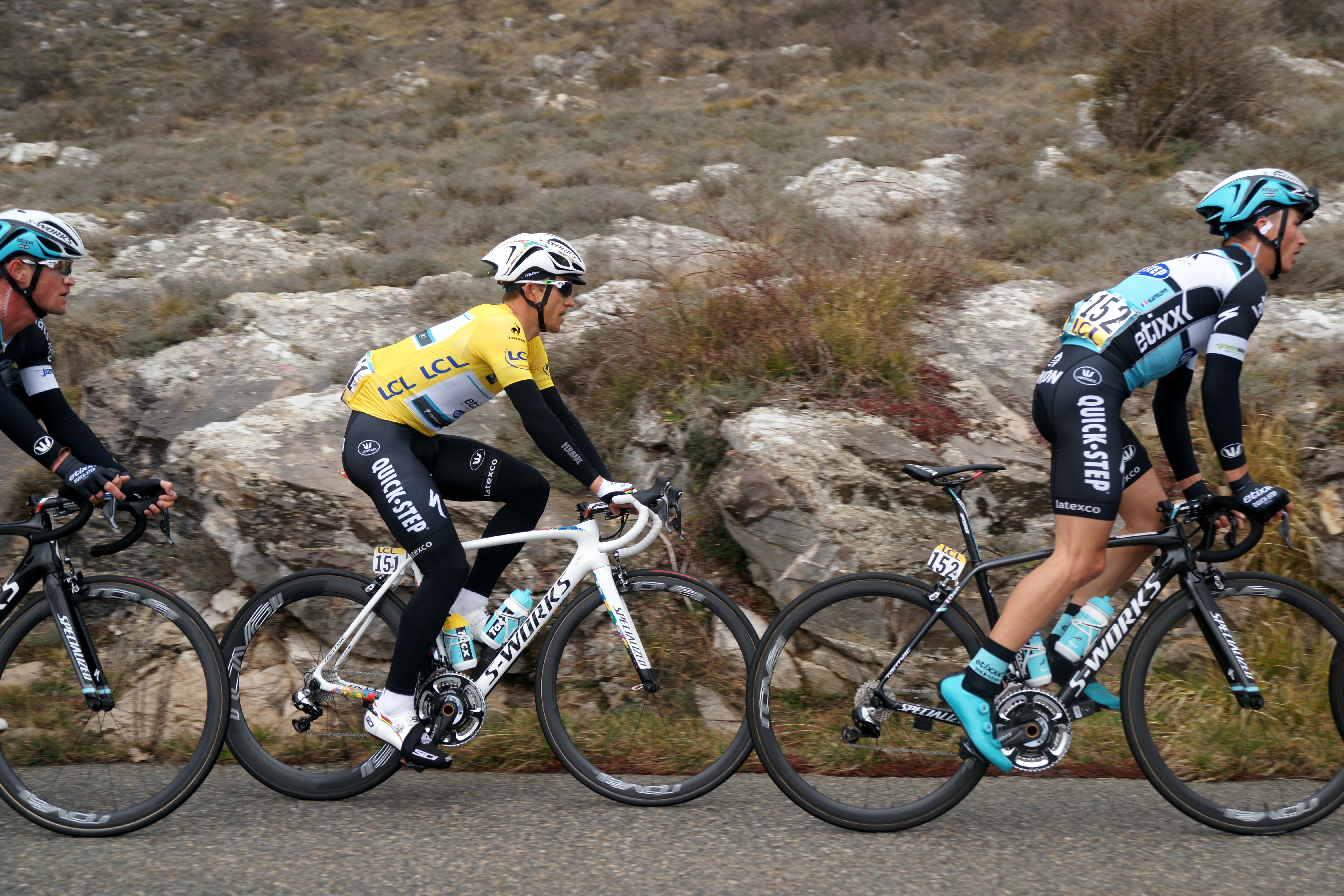
Michał Kwiatkowski pendant l'ascension du col de Vence.

Le début d'étape monte jusqu'au premier sprint intermédiaire (km 20). Après quelques kilomètres en faux plats descendants, le col de Vence (9,7 km à 6,6 %), classé en 1re catégorie, sera franchie au km 35. S'ensuivra une courte descente, une bosse non-répertoriée et une très longue descente. La route passe ensuite par une courte zone de plat, puis la côte de Levens (6,2 km à 5,5 %), classée en 2e catégorie et dont le sommet est au km 84, et continue de monter jusqu'à la zone de ravitaillement à Levens, au km 87. Puis, les coureurs enchaînent deux nouvelles ascensions de 2e catégorie : la côte de Châteauneuf (5,4 km à 4,4 %), dont le sommet est au km 100, et la côte de Coaraze (5,6 km à 5,9 %), dont le sommet est situé au km 116. Le parcours emprunte alors l'irrégulier col de Saint Roch (9,6 km à 4,6 %), classé en 1re catégorie et dont le sommet est placé au km 127,5, une longue descente et la côte de Peille (6,6 km à 6,8 %), classé en 1re catégorie. Une fois le sommet de cette dernière franchi (km 154,5), les coureurs plongent vers l'arrivée, en passant par le deuxième sprint intermédiaire à la Turbie, au km 166. L'arrivée est jugée à Nice, après 184,5 km de course depuis Vence, à travers les Alpes-Maritimes.
Sous l'impulsion du maillot à pois, le Belge Thomas De Gendt (Lotto-Soudal), une échappée prend forme dans les premiers kilomètres. Plusieurs groupes rejoignent l'avant de la course, qui compta jusqu'à une trentaine de coureurs dont un autre Belge Tim Wellens (Lotto-Soudal) et le Français Sylvain Chavanel (IAM) les deux mieux classés au général. Le maillot jaune, le Polonais Michał Kwiatkowski (Etixx-Quick Step) tente alors une offensive avec son équipe mais la formation Sky revient. Dans le col de Saint-Roch, il reste une vingtaine de coureurs dans l'échappée, Kwiatkowski accompagné de deux coéquipiers retentent de fausser compagnie à l'équipe Sky, seul le Français Tony Gallopin (Lotto-Soudal) arrive à s'accrocher aux trois coureurs de la formation Etixx-Quick Step. Ils finissent par rejoindre le reste des coureurs devant. Gallopin, en s'apercevant que Kwiatkowski n'est pas en si bonne forme, lance une attaque et creuse peu à peu l'écart. Le Danois Michael Valgren (Tinkoff-Saxo) essaie de le rejoindre mais sans succès. Pendant ce temps, les deux coureurs de l'équipe Sky, l'Australien Richie Porte et le Britannique Geraint Thomas ont rejoint le Kwiatkowski et le distance, mais ceux-ci chutent dans la descente. Il ne reste alors qu'un petit groupe de quatre coureurs à la poursuite de Gallopin. L'écart reste stable à une vingtaine de secondes. Le coureur français se dirige vers Nice en remportant l'étape. Il endossent par la même occasion le maillot jaune de leader avec 36 s d'avance sur Porte à la veille de l'arrivée.
| Classement de l'étape | Classement de l'étape | Classement de l'étape | Classement de l'étape | Classement de l'étape |
|                       | Coureur               | Pays                  | Équipe                | Temps                 |
| --------------------- | --------------------- | --------------------- | --------------------- | --------------------- |
| 1er                   | Tony Gallopin         | France                | Lotto-Soudal          | en 4 h 52 min 57 s    |
| 2e                    | Simon Špilak          | Slovénie              | Katusha               | + 32 s                |
| 3e                    | Rui Costa             | Portugal              | Lampre-Merida         | + 32 s                |
| 4e                    | Jakob Fuglsang        | Danemark              | Astana                | + 32 s                |
| 5e                    | Rafael Valls          | Espagne               | Lampre-Merida         | + 35 s                |
| 6e                    | Michael Valgren       | Danemark              | Tinkoff-Saxo          | + 1 min 0 s           |
| 7e                    | Tim Wellens           | Belgique              | Lotto-Soudal          | + 1 min 0 s           |
| 8e                    | Sylvain Chavanel      | France                | IAM                   | + 1 min 0 s           |
| 9e                    | Arthur Vichot         | France                | FDJ                   | + 1 min 0 s           |
| 10e                   | Nicolas Edet          | France                | Cofidis               | + 1 min 0 s           |
| modifier              |                       |                       |                       |                       |

| Classement général | Classement général | Classement général | Classement général | Classement général  |
|                    | Coureur            | Pays               | Équipe             | Temps               |
| ------------------ | ------------------ | ------------------ | ------------------ | ------------------- |
| 1er                | Tony Gallopin      | France             | Lotto-Soudal       | en 28 h 49 min 42 s |
| 2e                 | Richie Porte       | Australie          | Sky                | + 36 s              |
| 3e                 | Michał Kwiatkowski | Pologne            | Etixx-Quick Step   | + 37 s              |
| 4e                 | Geraint Thomas     | Royaume-Uni        | Sky                | + 38 s              |
| 5e                 | Jakob Fuglsang     | Danemark           | Astana             | + 38 s              |
| 6e                 | Rui Costa          | Portugal           | Lampre-Merida      | + 42 s              |
| 7e                 | Simon Špilak       | Slovénie           | Katusha            | + 53 s              |
| 8e                 | Rafael Valls       | Espagne            | Lampre-Merida      | + 1 min 1 s         |
| 9e                 | Gorka Izagirre     | Espagne            | Movistar           | + 1 min 19 s        |
| 10e                | Tim Wellens        | Belgique           | Lotto-Soudal       | + 2 min 0 s         |
| modifier           |                    |                    |                    |                     |

### 7eétape
La dernière étape de cette course au soleil part de Nice pour un contre-la-montre sur les pentes du col d'Èze (9,5 km à 4,7 %), classé en 1re catégorie. Un chrono intermédiaire est placé au km 5,5.
Il est remporté par l'Australien Richie Porte (Sky) qui s'impose treize secondes devant le Slovène Simon Špilak (Katusha) et vingt-quatre sur le Portugais Rui Costa (Lampre-Merida)
| Classement de l'étape | Classement de l'étape | Classement de l'étape | Classement de l'étape | Classement de l'étape |
|                       | Coureur               | Pays                  | Équipe                | Temps                 |
| --------------------- | --------------------- | --------------------- | --------------------- | --------------------- |
| 1er                   | Richie Porte          | Australie             | Sky                   | en 20 min 23 s        |
| 2e                    | Simon Špilak          | Slovénie              | Katusha               | + 13 s                |
| 3e                    | Rui Costa             | Portugal              | Lampre-Merida         | + 24 s                |
| 4e                    | Tony Martin           | Allemagne             | Etixx-Quick Step      | + 29 s                |
| 5e                    | Michał Kwiatkowski    | Pologne               | Etixx-Quick Step      | + 29 s                |
| 6e                    | Andrew Talansky       | États-Unis            | Cannondale-Garmin     | + 37 s                |
| 7e                    | Geraint Thomas        | Royaume-Uni           | Sky                   | + 39 s                |
| 8e                    | Ion Izagirre          | Espagne               | Movistar              | + 50 s                |
| 9e                    | Tim Wellens           | Belgique              | Lotto-Soudal          | + 54 s                |
| 10e                   | Gorka Izagirre        | Espagne               | Movistar              | + 55 s                |
| modifier              |                       |                       |                       |                       |

## Classements finals

### Classement général final
L'Australien Richie Porte (Sky) remporte l'épreuve avec trente secondes d'avance sur le Polonais Michał Kwiatkowski (Etixx-Quick Step) qui lui devance le Slovène Simon Špilak (Katusha) qu'aux dixièmes de secondes.
| Classement général final | Classement général final | Classement général final | Classement général final | Classement général final |
|                          | Coureur                  | Pays                     | Équipe                   | Temps                    |
| ------------------------ | ------------------------ | ------------------------ | ------------------------ | ------------------------ |
| 1er                      | Richie Porte             | Australie                | Sky                      | en 29 h 10 min 41 s      |
| 2e                       | Michał Kwiatkowski       | Pologne                  | Etixx-Quick Step         | + 30 s                   |
| 3e                       | Simon Špilak             | Slovénie                 | Katusha                  | + 30 s                   |
| 4e                       | Rui Costa                | Portugal                 | Lampre-Merida            | + 30 s                   |
| 5e                       | Geraint Thomas           | Royaume-Uni              | Sky                      | + 41 s                   |
| 6e                       | Tony Gallopin            | France                   | Lotto-Soudal             | + 1 min 3 s              |
| 7e                       | Jakob Fuglsang           | Danemark                 | Astana                   | + 1 min 5 s              |
| 8e                       | Rafael Valls             | Espagne                  | Lampre-Merida            | + 1 min 24 s             |
| 9e                       | Gorka Izagirre           | Espagne                  | Movistar                 | + 1 min 38 s             |
| 10e                      | Tim Wellens              | Belgique                 | Lotto-Soudal             | + 2 min 18 s             |
| modifier                 |                          |                          |                          |                          |

### Classements annexes
| Classement par points | Classement par points | Classement par points | Classement par points | Classement par points |
| --------------------- | --------------------- | --------------------- | --------------------- | --------------------- |
|                       | Coureur               | Pays                  | Équipe                | Point(s)              |
| 1er                   | Michael Matthews      | Australie             | Orica-GreenEDGE       | 38 points             |
| 2e                    | Alexander Kristoff    | Norvège               | Katusha               | 32 pts                |
| 3e                    | Richie Porte          | Australie             | Sky                   | 30 pts                |
| modifier              |                       |                       |                       |                       |

| Classement de la montagne | Classement de la montagne | Classement de la montagne | Classement de la montagne | Classement de la montagne |
| ------------------------- | ------------------------- | ------------------------- | ------------------------- | ------------------------- |
|                           | Coureur                   | Pays                      | Équipe                    | Point(s)                  |
| 1er                       | Thomas De Gendt           | Belgique                  | Lotto-Soudal              | 78 points                 |
| 2e                        | Richie Porte              | Australie                 | Sky                       | 26 pts                    |
| 3e                        | Philippe Gilbert          | Belgique                  | BMC Racing                | 21 pts                    |
| modifier                  |                           |                           |                           |                           |

| Classement du meilleur jeune | Classement du meilleur jeune | Classement du meilleur jeune | Classement du meilleur jeune | Classement du meilleur jeune |
|                              | Coureur                      | Pays                         | Équipe                       | Temps                        |
| ---------------------------- | ---------------------------- | ---------------------------- | ---------------------------- | ---------------------------- |
| 1er                          | Michał Kwiatkowski           | Pologne                      | Etixx-Quick Step             | en 29 h 11 min 11 s          |
| 2e                           | Tim Wellens                  | Belgique                     | Lotto-Soudal                 | + 1 min 48 s                 |
| 3e                           | Romain Bardet                | France                       | AG2R La Mondiale             | + 3 min 32 s                 |
| modifier                     |                              |                              |                              |                              |

| Classement par équipes | Classement par équipes | Classement par équipes | Classement par équipes |
|                        | Équipe                 | Pays                   | Temps                  |
| ---------------------- | ---------------------- | ---------------------- | ---------------------- |
| 1re                    | Sky                    | Royaume-Uni            | en 87 h 41 min 5 s     |
| 2e                     | Movistar               | Espagne                | + 6 min 35 s           |
| 3e                     | Etixx-Quick Step       | Belgique               | + 8 min 57 s           |
| modifier               |                        |                        |                        |

### UCI World Tour
Ce Paris-Nice attribue des points pour l'UCI World Tour 2015, par équipes uniquement aux équipes ayant un label WorldTeam, individuellement uniquement aux coureurs des équipes ayant un label WorldTeam.
| Position,          | 1er | 2e | 3e | 4e | 5e | 6e | 7e | 8e | 9e | 10e |
| Classement général | 100 | 80 | 70 | 60 | 50 | 40 | 30 | 20 | 10 | 4   |
| Par étape          | 6   | 4  | 2  | 1  | 1  |    |    |    |    |     |

| Rang | Coureur            | Équipe              | Points |
| ---- | ------------------ | ------------------- | ------ |
| 1    | Richie Porte       | Sky                 | 112    |
| 2    | Michał Kwiatkowski | Etixx-Quick Step    | 89     |
| 3    | Simon Špilak       | Katusha             | 78     |
| 4    | Rui Costa          | Lampre-Merida       | 64     |
| 5    | Geraint Thomas     | Sky                 | 54     |
| 6    | Tony Gallopin      | Lotto-Soudal        | 46     |
| 7    | Jakob Fuglsang     | Astana              | 32     |
| 8    | Rafael Valls       | Lampre-Merida       | 21     |
| 9    | Davide Cimolai     | Lampre-Merida       | 10     |
| 9    | Gorka Izagirre     | Movistar            | 10     |
| 11   | Michael Matthews   | Orica-GreenEDGE     | 9      |
| 12   | Alexander Kristoff | Katusha             | 7      |
| 13   | André Greipel      | Lotto-Soudal        | 6      |
| 14   | Arnaud Démare      | FDJ                 | 4      |
| 14   | Rohan Dennis       | BMC Racing          | 4      |
| 14   | Tim Wellens        | Lotto-Soudal        | 4      |
| 17   | Tony Martin        | Etixx-Quick Step    | 3      |
| 17   | Giacomo Nizzolo    | Trek Factory Racing | 3      |
| 17   | José Joaquín Rojas | Movistar            | 3      |
| 20   | John Degenkolb     | Giant-Alpecin       | 2      |
| 21   | Lars Boom          | Astana              | 1      |
| 21   | Heinrich Haussler  | IAM                 | 1      |
| 21   | Luis León Sánchez  | Astana              | 1      |
| 21   | Tejay van Garderen | BMC Racing          | 1      |

#### Classement individuel
Ci-dessous, le classement individuel de l'UCI World Tour à l'issue de la course.
| Rang | Coureur                 | Équipe           | Points |
| ---- | ----------------------- | ---------------- | ------ |
| 1    | Richie Porte            | Sky              | 198    |
| 2    | Rohan Dennis            | BMC Racing       | 114    |
| 3    | Michał Kwiatkowski      | Etixx-Quick Step | 89     |
| 4    | Simon Špilak            | Katusha          | 78     |
| 5    | Cadel Evans             | BMC Racing       | 76     |
| 6    | Rui Costa               | Lampre-Merida    | 64     |
| 7    | Tom Dumoulin            | Giant-Alpecin    | 64     |
| 8    | Geraint Thomas          | Sky              | 54     |
| 9    | Rubén Fernández Andújar | Movistar         | 52     |
| 10   | Tony Gallopin           | Lotto-Soudal     | 46     |

#### Classement par pays
Ci-dessous, le classement par pays de l'UCI World Tour à l'issue de la course.
| Rang | Pays           | Points |
| ---- | -------------- | ------ |
| 1    | Australie      | 403    |
| 2    | Espagne        | 114    |
| 3    | Pologne        | 89     |
| 4    | Slovénie       | 78     |
| 5    | Pays-Bas       | 69     |
| 6    | Portugal       | 64     |
| 7    | Royaume-Uni    | 54     |
| 8    | Italie         | 54     |
| 9    | France         | 52     |
| 10   | Afrique du Sud | 39     |

#### Classement par équipes
Ci-dessous, le classement par équipes de l'UCI World Tour à l'issue de la course.
| Rang | Équipe           | Points |
| ---- | ---------------- | ------ |
| 1    | Sky              | 252    |
| 2    | BMC Racing       | 191    |
| 3    | Lampre-Merida    | 96     |
| 4    | Etixx-Quick Step | 93     |
| 5    | Movistar         | 93     |
| 6    | Katusha          | 86     |
| 7    | Giant-Alpecin    | 86     |
| 8    | Lotto-Soudal     | 58     |
| 9    | Orica-GreenEDGE  | 50     |
| 10   | AG2R La Mondiale | 41     |

## Évolution des classements
Le classement général, dont le leader porte le maillot jaune, s'établit en additionnant les temps réalisés à chaque étape, puis en ôtant d'éventuelles bonifications (10, 6 et 4 s à l'arrivée des 8 étapes en ligne et 3, 2 et 1 s à chaque sprint intermédiaire). En cas d'égalité, les critères de départage, dans l'ordre, sont : centièmes de seconde enregistrés lors des contre-la-montre, addition des places obtenues lors de chaque étape, place obtenue lors de la dernière étape.
Le classement par points, dont le leader porte le maillot vert, est l'addition des points attribués à l'arrivée des étapes (15, 12, 9, et 7 points, puis en ôtant 1 pt par place perdue jusqu'au 10e, qui reçoit donc 1 pt) et aux sprints intermédiaires (3, 2 et 1 points). En cas d'égalité de points, les critères de départage, dans l'ordre, sont : nombre de victoires d'étape, de sprints intermédiaires, classement général.
Le classement de la montagne, dont le leader porte le maillot à pois, consiste en l'addition des points obtenus au sommet des ascensions de 1re (10, 8, 6, 4, 3, 2 et 1 pts), 2e (7, 5, 3, 2 et 1 pts) et 3e (4, 2 et 1 pts) catégorie. En cas d'égalité de points, les critères de départage, dans l'ordre, sont : nombre de premières places dans les ascensions de 1re, puis de 2e, enfin de 3e catégorie, classement général.
Le classement du meilleur jeune, dont le leader porte le maillot blanc, est le classement général des coureurs nés depuis le 1er janvier 1990.
Le classement par équipes de l'étape est l'addition des trois meilleurs temps individuels de chaque équipe. En cas d'égalité, les critères de départage, dans l'ordre, sont : addition des places des trois premiers coureurs des équipes concernées, place du meilleur coureur sur l'étape. Calculer le classement par équipes revient à additionner les classements par équipes de chaque étape. En cas d'égalité, les critères de départage, dans l'ordre, sont : nombre de premières places dans le classement par équipes du jour, nombre de deuxièmes places dans le classement par équipes du jour, etc., place au classement général du meilleur coureur des équipes concernées.
| Étape              | Vainqueur          | Classement général | Classement par points | Classement de la montagne | Classement du meilleur jeune | Classement par équipes |
| ------------------ | ------------------ | ------------------ | --------------------- | ------------------------- | ---------------------------- | ---------------------- |
| P                  | Michał Kwiatkowski | Michał Kwiatkowski | Michał Kwiatkowski    | Non décerné               | Michał Kwiatkowski           | BMC Racing             |
| 1                  | Alexander Kristoff | Michał Kwiatkowski | Michał Kwiatkowski    | Jonathan Hivert           | Michał Kwiatkowski           | BMC Racing             |
| 2                  | André Greipel      | Michał Kwiatkowski | Alexander Kristoff    | Jonathan Hivert           | Michał Kwiatkowski           | BMC Racing             |
| 3                  | Michael Matthews   | Michael Matthews   | Michael Matthews      | Philippe Gilbert          | Michael Matthews             | BMC Racing             |
| 4                  | Richie Porte       | Michał Kwiatkowski | Michael Matthews      | Thomas De Gendt           | Michał Kwiatkowski           | Astana                 |
| 5                  | Davide Cimolai     | Michał Kwiatkowski | Michael Matthews      | Thomas De Gendt           | Michał Kwiatkowski           | Astana                 |
| 6                  | Tony Gallopin      | Tony Gallopin      | Michael Matthews      | Thomas De Gendt           | Michał Kwiatkowski           | Sky                    |
| 7                  | Richie Porte       | Richie Porte       | Michael Matthews      | Thomas De Gendt           | Michał Kwiatkowski           | Sky                    |
| Classements finals | Classements finals | Richie Porte       | Michael Matthews      | Thomas De Gendt           | Michał Kwiatkowski           | Sky                    |

## Liste des participants
- Liste de départ complète

| Légende                             | Légende                                                                                                  | Légende                                | Légende                                                                                                  |
| ----------------------------------- | --- | -------------------------------------- | --- |
| Num                                 | Dossard de départ porté par le coureur sur ce Paris-Nice                                                 | Pos                                    | Position finale au classement général                                                                    |
| Leader du classement général        | Indique le vainqueur du classement général                                                               | Leader du classement par points        | Indique le vainqueur du classement par points                                                            |
| Leader du classement de la montagne | Indique le vainqueur du classement de la montagne                                                        | Leader du classement du meilleur jeune | Indique le vainqueur du classement du meilleur jeune                                                     |
|                                     | Indique un maillot de champion national ou mondial, suivi de sa spécialité                               | #                                      | Indique la meilleure équipe                                                                              |
| NP                                  | Indique un coureur qui n'a pas pris le départ d'une étape, suivi du numéro de l'étape où il s'est retiré | AB                                     | Indique un coureur qui n'a pas terminé une étape, suivi du numéro de l'étape où il s'est retiré          |
| HD                                  | Indique un coureur qui a terminé une étape hors des délais, suivi du numéro de l'étape                   | *                                      | Indique un coureur en lice pour le classement du meilleur jeune (coureurs nés après le 1er janvier 1990) |

| AG2R La Mondiale ALM                                | AG2R La Mondiale ALM         | AG2R La Mondiale ALM |
| --------------------------------------------------- | ---------------------------- | -------------------- |
| Num                                                 | Coureur                      | Pos                  |
| 1                                                   | Jean-Christophe Péraud (FRA) | AB-6                 |
| 2                                                   | Jan Bakelants (BEL)          | 17e                  |
| 3                                                   | Romain Bardet (FRA)*         | 14e                  |
| 4                                                   | Mikaël Cherel (FRA)          | 32e                  |
| 5                                                   | Samuel Dumoulin (FRA)        | AB-6                 |
| 6                                                   | Ben Gastauer (LUX)           | 59e                  |
| 7                                                   | Sébastien Minard (FRA)       | AB-3                 |
| 8                                                   | Johan Vansummeren (BEL)      | 85e                  |
| Directeurs sportifs : Vincent Lavenu, Julien Jurdie |                              |                      |

| Lampre-Merida LAM                                         | Lampre-Merida LAM                 | Lampre-Merida LAM |
| --------------------------------------------------------- | --------------------------------- | ----------------- |
| Num                                                       | Coureur                           | Pos               |
| 11                                                        | Rui Costa (POR)                   | 4e                |
| 12                                                        | Niccolò Bonifazio (ITA)*          | 64e               |
| 13                                                        | Matteo Bono (ITA)                 | 75e               |
| 14                                                        | Davide Cimolai (ITA)              | AB-6              |
| 15                                                        | Mário Costa (POR)                 | AB-6              |
| 16                                                        | Nélson Oliveira (POR) (Route/Clm) | 55e               |
| 17                                                        | Rubén Plaza (ESP)                 | NP-6              |
| 18                                                        | Rafael Valls (ESP)                | 8e                |
| Directeurs sportifs : Philippe Mauduit, Simone Pedrazzini |                                   |                   |

| FDJ                                                  | FDJ                          | FDJ  |
| ---------------------------------------------------- | ---------------------------- | ---- |
| Num                                                  | Coureur                      | Pos  |
| 21                                                   | Arnaud Démare (FRA)* (Route) | NP-6 |
| 22                                                   | William Bonnet (FRA)         | AB-6 |
| 23                                                   | Sébastien Chavanel (FRA)     | AB-6 |
| 24                                                   | Mickaël Delage (FRA)         | 91e  |
| 25                                                   | Arnold Jeannesson (FRA)      | AB-6 |
| 26                                                   | Laurent Pichon (FRA)         | 61e  |
| 27                                                   | Anthony Roux (FRA)           | 82e  |
| 28                                                   | Arthur Vichot (FRA)          | 12e  |
| Directeurs sportifs : Thierry Bricaud, Franck Pineau |                              |      |

| Movistar MOV                                              | Movistar MOV                   | Movistar MOV |
| --------------------------------------------------------- | ------------------------------ | ------------ |
| Num                                                       | Coureur                        | Pos          |
| 31                                                        | Gorka Izagirre (ESP)           | 9e           |
| 32                                                        | Eros Capecchi (ITA)            | 49e          |
| 33                                                        | Imanol Erviti (ESP)            | 33e          |
| 34                                                        | Rubén Fernández Andújar (ESP)* | AB-6         |
| 35                                                        | Beñat Intxausti (ESP)          | AB-4         |
| 36                                                        | Ion Izagirre (ESP) (Route)     | 26e          |
| 37                                                        | Dayer Quintana (COL)*          | 54e          |
| 38                                                        | José Joaquín Rojas (ESP)       | 70e          |
| Directeurs sportifs : José Luis Arrieta, José Luis Laguía |                                |              |

| Astana AST                                                 | Astana AST              | Astana AST |
| ---------------------------------------------------------- | ----------------------- | ---------- |
| Num                                                        | Coureur                 | Pos        |
| 41                                                         | Fabio Aru (ITA)*        | 39e        |
| 42                                                         | Lars Boom (NED)         | 30e        |
| 43                                                         | Borut Božič (SLO)       | 88e        |
| 44                                                         | Laurens De Vreese (BEL) | 78e        |
| 45                                                         | Jakob Fuglsang (DEN)    | 7e         |
| 46                                                         | Luis León Sánchez (ESP) | AB-6       |
| 47                                                         | Rein Taaramäe (EST)     | 52e        |
| 48                                                         | Paolo Tiralongo (ITA)   | 44e        |
| Directeurs sportifs : Dmitriy Fofonov, Giuseppe Martinelli |                         |            |

| BMC Racing BMC                                           | BMC Racing BMC           | BMC Racing BMC |
| -------------------------------------------------------- | ------------------------ | -------------- |
| Num                                                      | Coureur                  | Pos            |
| 51                                                       | Tejay van Garderen (USA) | 16e            |
| 52                                                       | Rohan Dennis (AUS)*      | AB-6           |
| 53                                                       | Silvan Dillier (SUI)*    | 48e            |
| 54                                                       | Philippe Gilbert (BEL)   | 24e            |
| 55                                                       | Ben Hermans (BEL)        | 60e            |
| 56                                                       | Amaël Moinard (FRA)      | AB-6           |
| 57                                                       | Michael Schär (SUI)      | NP-6           |
| 58                                                       | Peter Velits (SVK) (Clm) | AB-6           |
| Directeurs sportifs : Yvon Ledanois, Maximilian Sciandri |                          |                |

| Sky # SKY                                             | Sky # SKY                   | Sky # SKY |
| ----------------------------------------------------- | --------------------------- | --------- |
| Num                                                   | Coureur                     | Pos       |
| 61                                                    | Bradley Wiggins (GBR) (Clm) | NP-7      |
| 62                                                    | Christian Knees (GER)       | 81e       |
| 63                                                    | Lars Petter Nordhaug (NOR)  | 63e       |
| 64                                                    | Richie Porte (AUS) (Clm)    | 1er       |
| 65                                                    | Nicolas Roche (IRL)         | 28e       |
| 66                                                    | Luke Rowe (GBR)*            | 100e      |
| 67                                                    | Ben Swift (GBR)             | 31e       |
| 68                                                    | Geraint Thomas (GBR)        | 5e        |
| Directeurs sportifs : Nicolas Portal, Rod Ellingworth |                             |           |

| Giant-Alpecin TGA                                             | Giant-Alpecin TGA         | Giant-Alpecin TGA |
| ------------------------------------------------------------- | ------------------------- | ----------------- |
| Num                                                           | Coureur                   | Pos               |
| 71                                                            | John Degenkolb (GER)      | 74e               |
| 72                                                            | Warren Barguil (FRA)*     | AB-6              |
| 73                                                            | Roy Curvers (NED)         | 89e               |
| 74                                                            | Koen de Kort (NED)        | AB-6              |
| 75                                                            | Tom Dumoulin (NED)* (Clm) | AB-6              |
| 76                                                            | Georg Preidler (AUT)*     | 41e               |
| 77                                                            | Ramon Sinkeldam (NED)     | NP-5              |
| 78                                                            | Zico Waeytens (BEL)*      | AB-6              |
| Directeurs sportifs : Christian Guiberteau, Adriaan Helmantel |                           |                   |

| Europcar EUC                                           | Europcar EUC            | Europcar EUC |
| ------------------------------------------------------ | ----------------------- | ------------ |
| Num                                                    | Coureur                 | Pos          |
| 81                                                     | Thomas Voeckler (FRA)   | 79e          |
| 82                                                     | Bryan Coquard (FRA)*    | AB-6         |
| 83                                                     | Antoine Duchesne (CAN)* | 98e          |
| 84                                                     | Cyril Gautier (FRA)     | 22e          |
| 85                                                     | Yohann Gène (FRA)       | AB-6         |
| 86                                                     | Bryan Nauleau (FRA)     | AB-6         |
| 87                                                     | Romain Sicard (FRA)     | 47e          |
| 88                                                     | Angélo Tulik (FRA)*     | AB-6         |
| Directeurs sportifs : Andy Flickinger, Lylian Lebreton |                         |              |

| Orica-GreenEDGE OGE                                     | Orica-GreenEDGE OGE     | Orica-GreenEDGE OGE |
| ------------------------------------------------------- | ----------------------- | ------------------- |
| Num                                                     | Coureur                 | Pos                 |
| 91                                                      | Michael Matthews (AUS)* | 51e                 |
| 92                                                      | Michael Albasini (SUI)  | 97e                 |
| 93                                                      | Simon Clarke (AUS)      | 45e                 |
| 94                                                      | Mitchell Docker (AUS)   | AB-6                |
| 95                                                      | Daryl Impey (RSA) (Clm) | 80e                 |
| 96                                                      | Jens Keukeleire (BEL)   | AB-6                |
| 97                                                      | Christian Meier (CAN)   | 96e                 |
| 98                                                      | Simon Yates (GBR)*      | 29e                 |
| Directeurs sportifs : Laurenzo Lapage, David McPartland |                         |                     |

| IAM                                                 | IAM                          | IAM  |
| --------------------------------------------------- | ---------------------------- | ---- |
| Num                                                 | Coureur                      | Pos  |
| 101                                                 | Sylvain Chavanel (FRA) (Clm) | 11e  |
| 102                                                 | Dries Devenyns (BEL)         | NP-6 |
| 103                                                 | Mathias Frank (SUI)          | 34e  |
| 104                                                 | Heinrich Haussler (Route)    | AB-6 |
| 105                                                 | Jérôme Pineau (FRA)          | 57e  |
| 106                                                 | Vicente Reynés (ESP)         | 66e  |
| 107                                                 | David Tanner (NED)           | AB-6 |
| 108                                                 | Jonas Van Genechten (BEL)    | AB-6 |
| Directeurs sportifs : Eddy Seigneur, Rik Verbrugghe |                              |      |

| Lotto NL-Jumbo TLJ                             | Lotto NL-Jumbo TLJ       | Lotto NL-Jumbo TLJ |
| ---------------------------------------------- | ------------------------ | ------------------ |
| Num                                            | Coureur                  | Pos                |
| 111                                            | Wilco Kelderman (NED)*   | 15e                |
| 112                                            | George Bennett (NZL)*    | 58e                |
| 113                                            | Moreno Hofland (NED)*    | NP-6               |
| 114                                            | Steven Kruijswijk (NED)  | 21e                |
| 115                                            | Bram Tankink (NED)       | 53e                |
| 116                                            | Maarten Tjallingii (NED) | 104e               |
| 117                                            | Jos van Emden (NED)      | 73e                |
| 118                                            | Maarten Wynants (BEL)    | NP-6               |
| Directeurs sportifs : Jan Boven, Merijn Zeeman |                          |                    |

| Lotto-Soudal LTS                                  | Lotto-Soudal LTS            | Lotto-Soudal LTS |
| ------------------------------------------------- | --------------------------- | ---------------- |
| Num                                               | Coureur                     | Pos              |
| 121                                               | Tony Gallopin (FRA)         | 6e               |
| 122                                               | Lars Bak (DEN)              | 71e              |
| 123                                               | Thomas De Gendt (BEL)       | 69e              |
| 124                                               | André Greipel (GER) (Route) | AB-6             |
| 125                                               | Adam Hansen (AUS)           | NP-5             |
| 126                                               | Gregory Henderson (NZL)     | 92e              |
| 127                                               | Marcel Sieberg (GER)        | AB-6             |
| 128                                               | Tim Wellens (BEL)*          | 10e              |
| Directeurs sportifs : Herman Frison, Marc Wauters |                             |                  |

| Cofidis COF                                         | Cofidis COF             | Cofidis COF |
| --------------------------------------------------- | ----------------------- | ----------- |
| Num                                                 | Coureur                 | Pos         |
| 131                                                 | Nacer Bouhanni (FRA)*   | AB-6        |
| 132                                                 | Jonas Ahlstrand (SWE)*  | AB-6        |
| 133                                                 | Nicolas Edet (FRA)      | 13e         |
| 134                                                 | Cyril Lemoine (FRA)     | 99e         |
| 135                                                 | Luis Ángel Maté (ESP)   | 19e         |
| 136                                                 | Dominique Rollin (CAN)  | 102e        |
| 137                                                 | Florian Sénéchal (FRA)* | 94e         |
| 138                                                 | Geoffrey Soupe (FRA)    | NP-1        |
| Directeurs sportifs : Didier Rous, Jean-Luc Jonrond |                         |             |

| Tinkoff-Saxo TCS                                  | Tinkoff-Saxo TCS               | Tinkoff-Saxo TCS |
| ------------------------------------------------- | ------------------------------ | ---------------- |
| Num                                               | Coureur                        | Pos              |
| 141                                               | Rafał Majka (POL)              | 68e              |
| 142                                               | Matti Breschel (DEN)           | AB-6             |
| 143                                               | Robert Kišerlovski (CRO)       | 20e              |
| 144                                               | Michael Mørkøv (DEN)           | 103e             |
| 145                                               | Sérgio Paulinho (POR)          | 76e              |
| 146                                               | Paweł Poljański (POL)*         | 77e              |
| 147                                               | Chris Anker Sørensen (DEN)     | 72e              |
| 148                                               | Michael Valgren (DEN)* (Route) | 42e              |
| Directeurs sportifs : Sean Yates, Lars Michaelsen |                                |                  |

| Etixx-Quick Step EQS                                   | Etixx-Quick Step EQS                    | Etixx-Quick Step EQS |
| ------------------------------------------------------ | --------------------------------------- | -------------------- |
| Num                                                    | Coureur                                 | Pos                  |
| 151                                                    | Michał Kwiatkowski (POL)* (Route) (Clm) | 2e                   |
| 152                                                    | Julian Alaphilippe (FRA)*               | 43e                  |
| 153                                                    | Tom Boonen (BEL)                        | AB-1                 |
| 154                                                    | Maxime Bouet (FRA)                      | 18e                  |
| 155                                                    | Michał Gołaś (POL)                      | 25e                  |
| 156                                                    | Nikolas Maes (BEL)                      | AB-6                 |
| 157                                                    | Tony Martin (GER) (Clm)                 | 38e                  |
| 158                                                    | Stijn Vandenbergh (BEL)                 | 105e                 |
| Directeurs sportifs : Wilfried Peeters, Jan Schaffrath |                                         |                      |

| Katusha KAT                                              | Katusha KAT                  | Katusha KAT |
| -------------------------------------------------------- | ---------------------------- | ----------- |
| Num                                                      | Coureur                      | Pos         |
| 161                                                      | Alexander Kristoff (NOR)     | 84e         |
| 162                                                      | Sergey Chernetskiy (RUS)*    | 37e         |
| 163                                                      | Jacopo Guarnieri (ITA)       | AB-6        |
| 164                                                      | Viatcheslav Kouznetsov (RUS) | AB-6        |
| 165                                                      | Tiago Machado (POR)          | AB-6        |
| 166                                                      | Egor Silin (RUS)             | AB-6        |
| 167                                                      | Simon Špilak (SLO)           | 3e          |
| 168                                                      | Yury Trofimov (RUS)          | 27e         |
| Directeurs sportifs : Dimitri Konyshev, Xavier Florencio |                              |             |

| Trek Factory Racing TFR                             | Trek Factory Racing TFR        | Trek Factory Racing TFR |
| --------------------------------------------------- | ------------------------------ | ----------------------- |
| Num                                                 | Coureur                        | Pos                     |
| 171                                                 | Bob Jungels (LUX)*             | 23e                     |
| 172                                                 | Eugenio Alafaci (ITA)*         | 101e                    |
| 173                                                 | Marco Coledan (ITA)            | AB-6                    |
| 174                                                 | Giacomo Nizzolo (ITA)          | 95e                     |
| 175                                                 | Grégory Rast (SUI)             | 93e                     |
| 176                                                 | Gert Steegmans (BEL)           | AB-6                    |
| 177                                                 | Kristof Vandewalle (BEL) (Clm) | AB-6                    |
| 178                                                 | Riccardo Zoidl (AUT) (Route)   | 46e                     |
| Directeurs sportifs : Kim Andersen, Josu Larrazabal |                                |                         |

| Cannondale-Garmin TCG                                 | Cannondale-Garmin TCG             | Cannondale-Garmin TCG |
| ----------------------------------------------------- | --------------------------------- | --------------------- |
| Num                                                   | Coureur                           | Pos                   |
| 181                                                   | Andrew Talansky (USA)             | 50e                   |
| 182                                                   | Jack Bauer (NZL)                  | 56e                   |
| 183                                                   | Alex Howes (USA)                  | AB-6                  |
| 184                                                   | Benjamin King (USA)               | 90e                   |
| 185                                                   | Ted King (USA)                    | AB-6                  |
| 186                                                   | Sebastian Langeveld (NED) (Route) | 83e                   |
| 187                                                   | Tom-Jelte Slagter (NED)           | 36e                   |
| 188                                                   | Dylan van Baarle (NED)*           | 67e                   |
| Directeurs sportifs : Andreas Klier, Charles Wegelius |                                   |                       |

| Bretagne-Séché Environnement BSE                    | Bretagne-Séché Environnement BSE | Bretagne-Séché Environnement BSE |
| --------------------------------------------------- | -------------------------------- | -------------------------------- |
| Num                                                 | Coureur                          | Pos                              |
| 191                                                 | Eduardo Sepúlveda (ARG)*         | 40e                              |
| 192                                                 | Anthony Delaplace (FRA)          | 65e                              |
| 193                                                 | Pierrick Fédrigo (FRA)           | 35e                              |
| 194                                                 | Arnaud Gérard (FRA)              | 87e                              |
| 195                                                 | Jonathan Hivert (FRA)            | 62e                              |
| 196                                                 | Yauheni Hutarovich (BLR) (Route) | AB-6                             |
| 197                                                 | Daniel McLay (GBR)*              | AB-6                             |
| 198                                                 | Florian Vachon (FRA)             | 86e                              |
| Directeurs sportifs : Emmanuel Hubert, Roger Tréhin |                                  |                                  |